# Torá

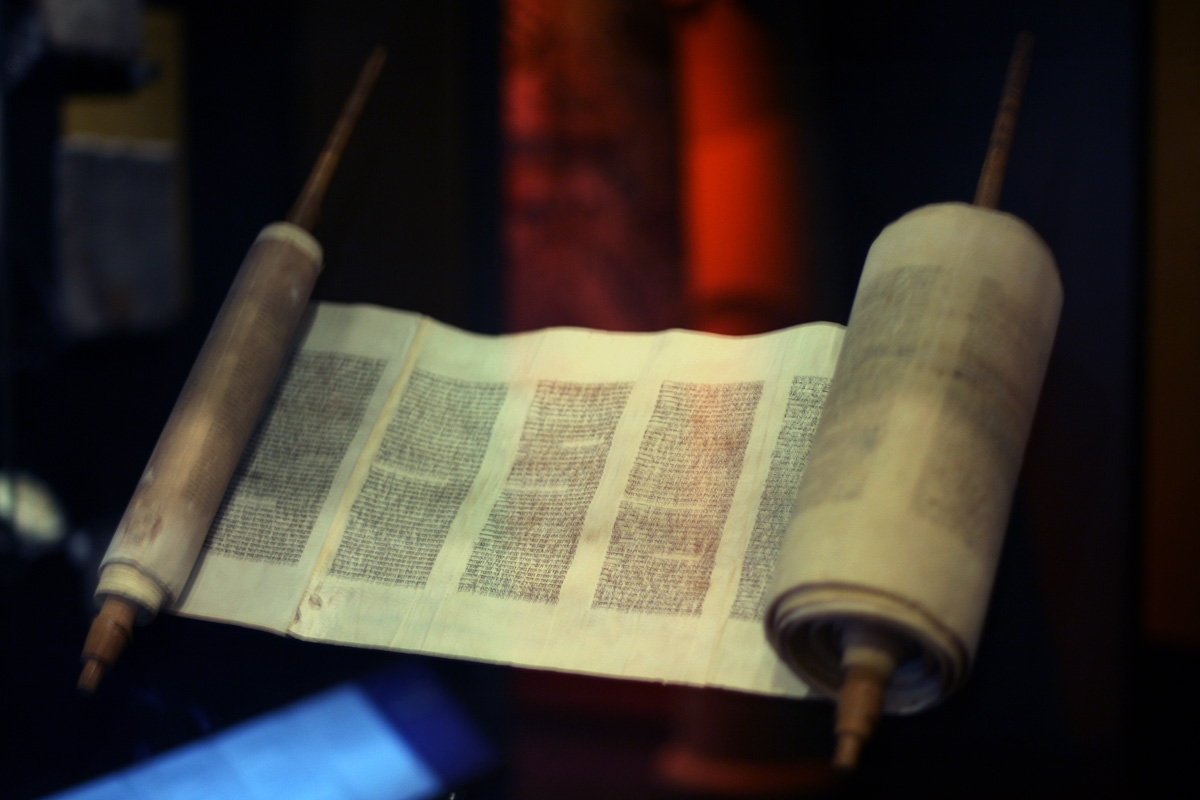
Rollo de la Torá, originario de Ionnina, Grecia, c. 1850.

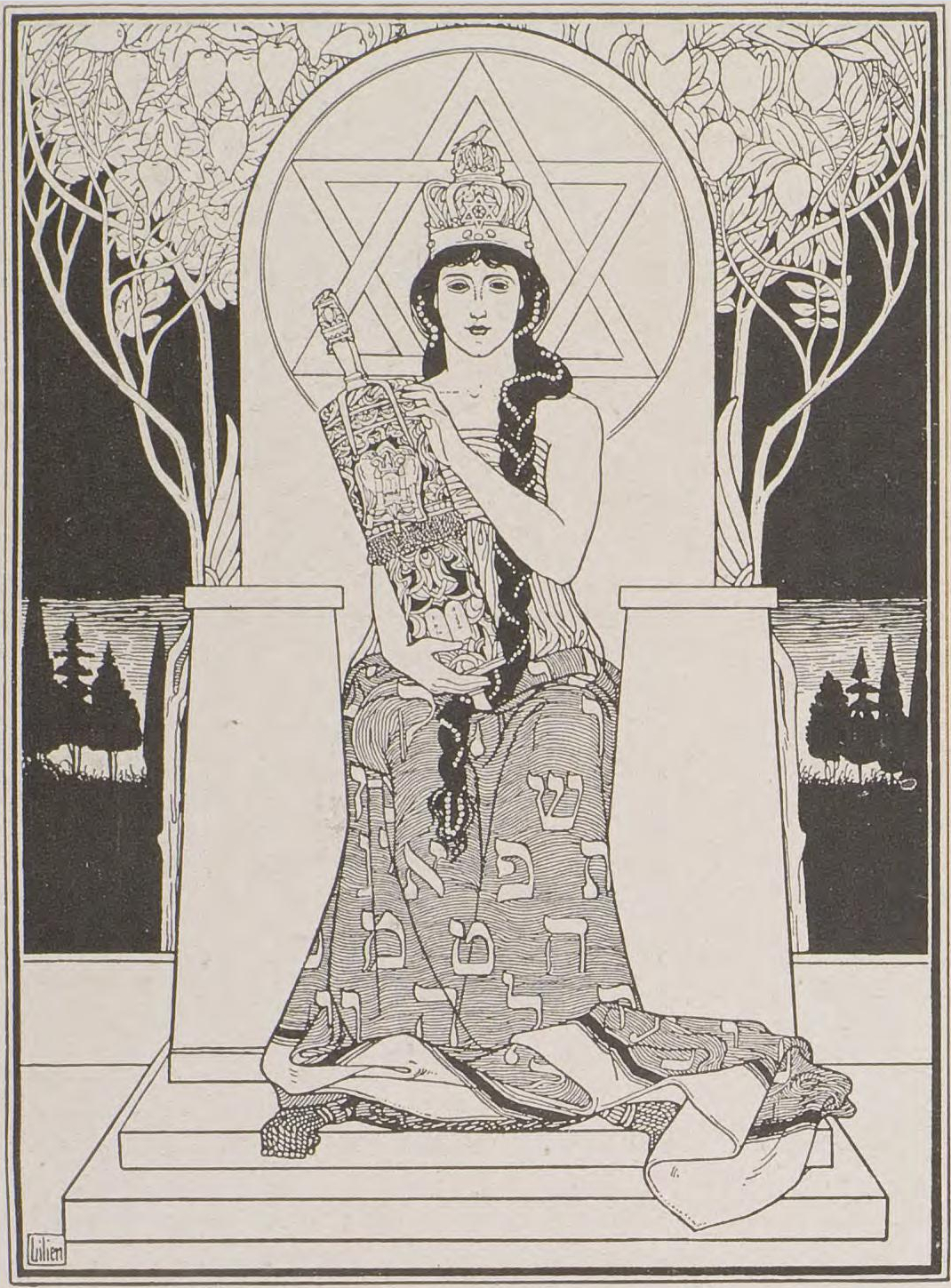
La reina del Shabat o La fe hebraica con la Torá. Ephraim Moses Lilien, 1900-1901.

La Torá (en hebreo: תּוֹרָה‎ Torah, lit., «instrucción, enseñanza, doctrina») es la compilación de los primeros cinco libros de la Biblia hebrea, específicamente los libros del Génesis, Éxodo, Levítico, Números y Deuteronomio. Es el texto que contiene la ley y el patrimonio identitario del pueblo judío, y es llamada Pentateuco en el cristianismo y Al-Tawrat (en árabe: توراة‎) por los musulmanes y drusos, constituye la base y el fundamento del judaísmo y noajismo.Se le conoce también como la Torá escrita (en hebreo: תּוֹרָה שֶׁבִּכְתָב‎, romanizado: Tōrā šebbīḵṯāv) en la tradición judía. Cuando se usa para propósitos litúrgicos se presenta en la forma de un rollo o Sefer Torá (en hebreo: סֵפֶר תּוֹרָה‎, lit. 'libro de Torá'). En su forma de libro es llamada Jumash, y se imprime por lo general con comentarios rabínicos (perushim).
El término proviene de la raíz hebrea  .י.ר.ה (Y.R.H.), que significa «acometer» y se halla etimológicamente ligado a las nociones de ley, enseñanza e instrucción.En la literatura rabínica, la palabra Torá se refiere tanto a los cinco libros como a la Torá oral (en hebreo: תּוֹרָה שֶׁבְּעַל־פֶּה‎, romanizado: Tōrā šebbəʿal-pe), que consiste en interpretaciones y amplificaciones que según la tradición rabínica han sido transmitidas de generación en generación y se encuentran recopiladas ahora en el Talmud y el Midrash.Según esta tradición, todas las enseñanzas encontradas en la Torá (escrita y oral) fueron dadas por Dios a través del profeta Moisés, algunas en el Monte Sinaí y otras en el Tabernáculo, y todas fueron escritas por Moisés, lo que dio como resultado la Torá que existe hoy. Según el Midrash, la Torá fue creada antes de la creación del mundo, y usada como un plano para la Creación.La mayoría de expertos en ciencias bíblicas creen que los libros escritos fueron producto del cautiverio en Babilonia (c. siglo VI a. C.), basados en fuentes escritas y tradiciones orales más tempranas, y que se completó con revisiones finales durante el período posterior al exilio (c. siglo V a. C.).
Para el judaísmo, la Torá es la Ley. Según la tradición judía, involucra la totalidad de la revelación y enseñanza divina otorgada al pueblo de Israel. Considerando la importancia de Moisés en este proceso, ambas denominaciones a veces se refieren a la Torá como la Ley de Moisés, la ley mosaica, e incluso ley escrita de Moisés: dado que en el judaísmo, la Torá comprende tanto la ley escrita como la ley oral. Ello no es arbitrario dado que su sentido estricto, el término Torá se refiere específicamente a los cinco primeros libros bíblicos, el Pentateuco, al que se conoce también como los cinco libros de Moisés. En hebreo se denominan Jamishá Jumshéy Torá (חֲמִשָּׁה חֻמְשֵׁי תּוֹרָה—«Los Cinco Quintos de la Torá»), más habitualmente se emplea la forma abreviada de esa expresión y se llaman y conocen entonces como el Jumásh (חֻמָּשׁ—«Quinto»).
En su sentido más amplio, cuando el término Torá implica todos los libros de la Biblia hebrea, los judíos suelen denominarla «Tanaj» (תַּנַ"ךְ). Se trata de un acrónimo para designar a los 24 libros de la Biblia hebrea. El mencionado acrónimo es formado por tres consonantes, T-a-N-a-J, que son a su vez las iniciales de los términos hebreos que designan las tres secciones que forman la Biblia hebrea: T de Torá (Pentateuco), N de Nevi'im (Profetas) y J de Ketuvim (Escritos).
Tradicionalmente, las palabras de la Torá son escritas en hebreo por un escriba (sofer) en un rollo. Una parte de la Torá es leída en público al menos una vez cada tres días en presencia de una congregación.La lectura pública de la Torá es una de las bases de la vida comunitaria judía. La Torá es considerada un libro sagrado también fuera del judaísmo. En el samaritanismo, el Pentateuco samaritano es un texto de la Torá escrito en alfabeto samaritano y usado como sagrada escritura por los samaritanos. La Torá también es común entre todas las diferentes versiones del Antiguo Testamento cristiano. En el islam es llamada Tawrat y es considerado un libro sagrado islámico que según los musulmanes fue dado por Alá a los profetas y mensajeros que surgieron entre los Hijos de Israel.

## Composición
Los libros que forman el Torá son:
- Génesis — Bereshit (בְּרֵאשִׁית), «En el comienzo»
- Éxodo — Shemot (שְׁמוֹת), «Nombres»
- Levítico — Vayikrá (וַיִּקְרָא), «Y llamó»
- Números — Bemidbar (בְּמִדְבַּר), «En el desierto»
- Deuteronomio — Devarim (דְּבָרִים), «Palabras»/«Cosas»/«Leyes».[17]

Tanto la Torá como el Tanaj constituyen aquello que los cristianos denominan «Antiguo Testamento».
Por último, los judíos utilizan la palabra Torá para referirse a la vez a la Mishná, la ley oral, desarrollada durante siglos y compilada en el siglo II por Yehudah Hanasí.

## Tradición judía y Torá

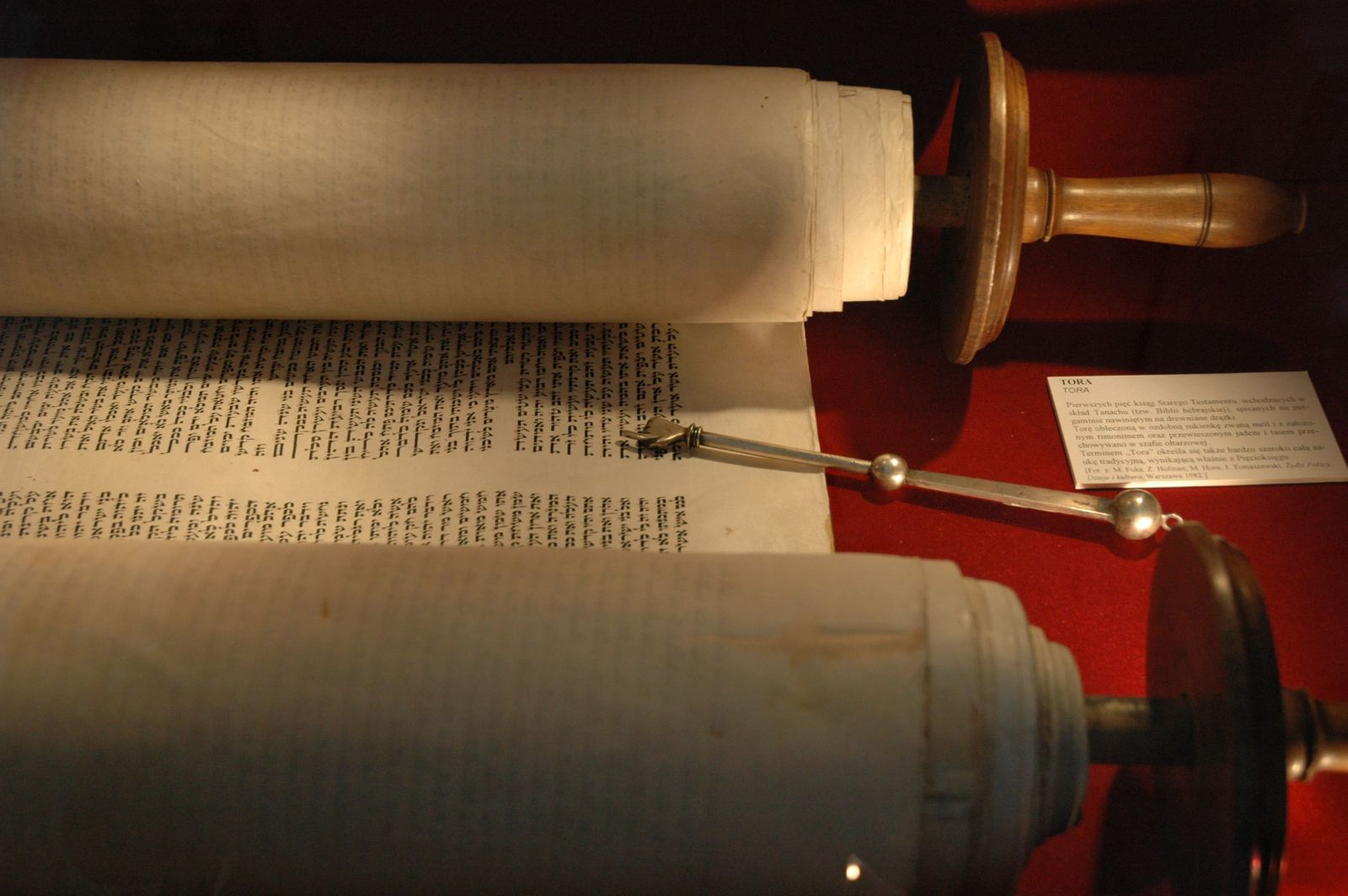
Rollo de la Torá abierto para su lectura durante servicio litúrgico en una sinagoga. El puntero de plata es para seguir el texto durante la lectura del texto en hebreo, que es de derecha a izquierda.

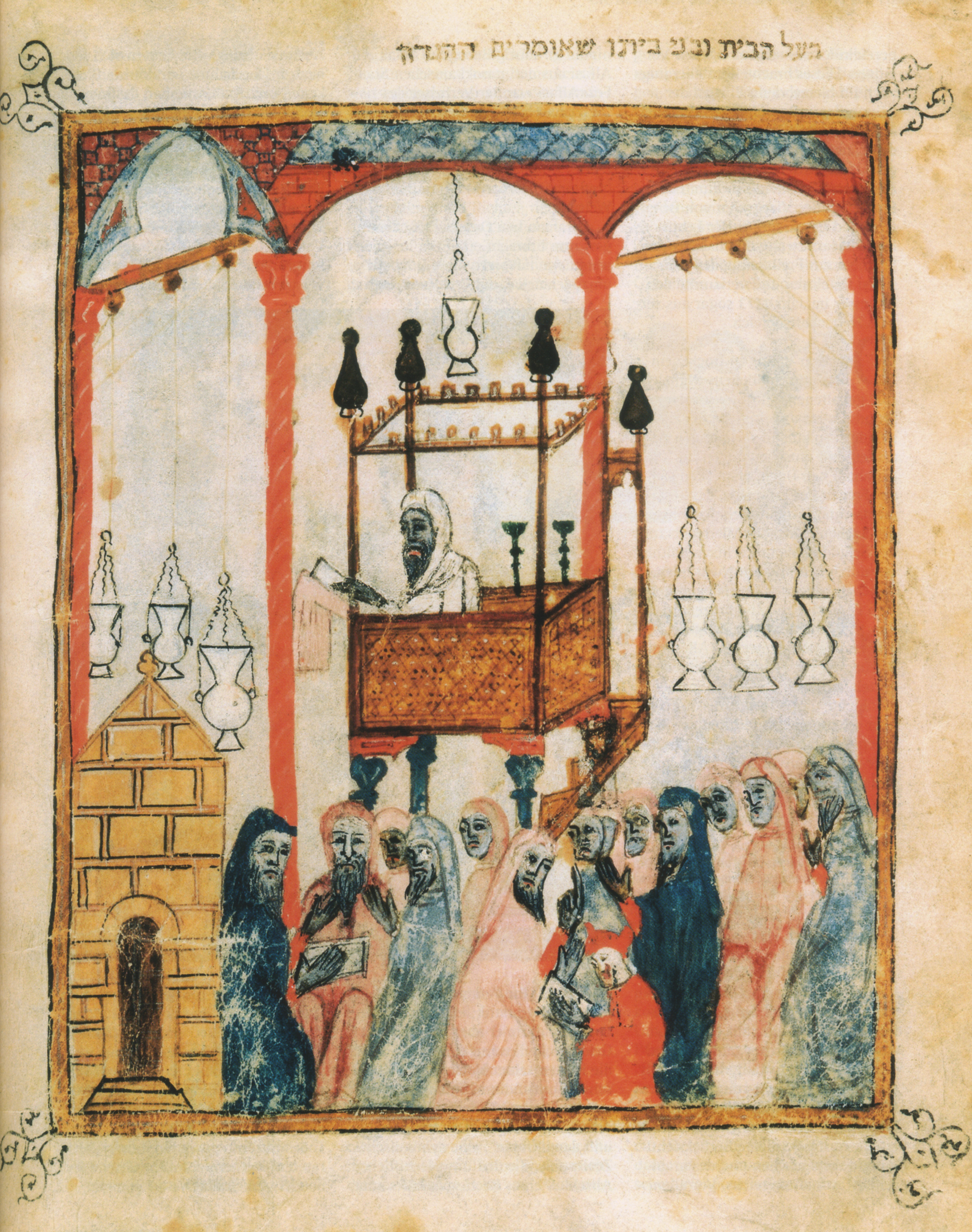
Lectura de la Torá en una sinagoga sefardita.
Miniatura de la Hagadá Barcelona, Cataluña, 1350. Manuscrito sefardí miniado para Pésaj.

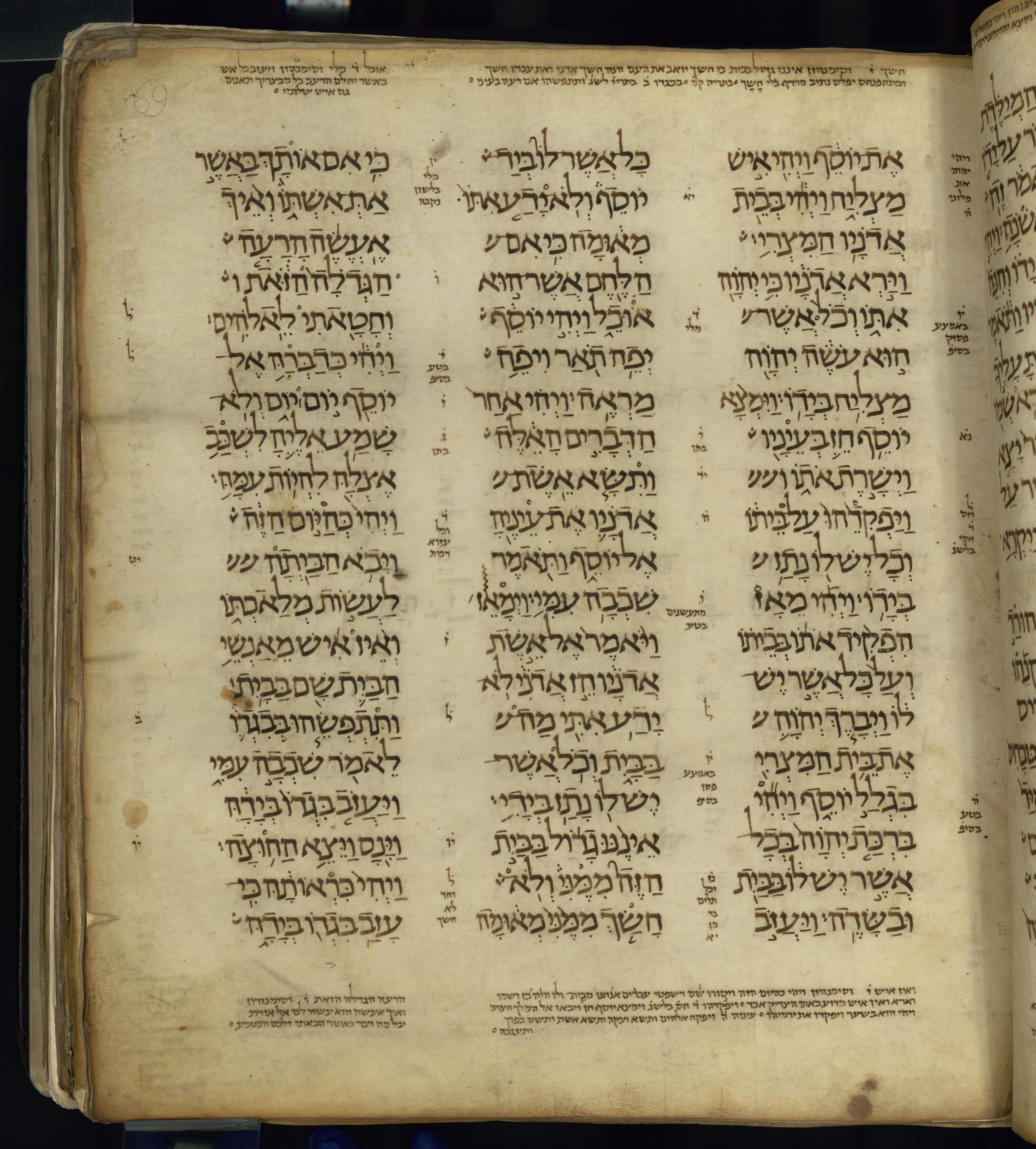
Pentateuco de Damasco, Biblioteca Nacional de Israel

Según la tradición hebrea, los cinco libros del Pentateuco fueron escritos por Moisés, quien recibió la revelación directamente de Dios en el monte Sinaí, por lo cual se define como la «instrucción dada por Dios para su pueblo, a través de Moisés». Aunque los autores rabínicos difieren en los detalles, la doctrina ortodoxa del judaísmo sostiene que la totalidad de la Torá proviene directamente de la inspiración divina, y que por lo tanto todos los detalles del texto —desde el léxico hasta la puntuación— son significativos. De acuerdo con esta doctrina, la escritura de los rollos que se utilizarán a efectos de culto está sujeta a normas sumamente estrictas; un escriba ritual, familiarizado con las prescripciones pertinentes, está a cargo de la tarea.
En varias partes de la Biblia se encuentran citas que indican que Moisés escribió la Torá, verbigracia: 2° de Crónicas 25:4, 1° de Reyes 2:3, Esdras 6:18, Juan 5:46-47, Hechos 15:21. Además de lo escrito en la Biblia, es probable que Moisés haya recibido lo que escribió en Génesis y parte de Éxodo, mediante la tradición oral de 6 eslabones:
1. Adán: Vivió hasta los 233 años de Matusalén y hasta los 51 años de Lamec;
2. Matusalén: Vivió hasta los 98 años de Sem;
3. Sem: Vivió hasta los 50 años de Jacob;
4. Jacob: Vivió hasta los 60 años de Leví y hasta aproximadamente los 18 o 20 años de Cohat;
5. Leví: Vivió aproximadamente hasta los 77 años de Amram;
6. Amram: Padre de Moisés.[20]

Toda la doctrina religiosa del judaísmo se deriva, directa o indirectamente, de la Torá. Las fuentes clásicas, sin embargo, ofrecen varias versiones acerca del texto. La hipótesis maximalista indica que la totalidad del texto de la Torá es una transcripción directa, letra por letra, hecha por Moisés de la revelación divina recibida en el Sinaí; esto incluiría aún los fragmentos posteriores a Deuteronomio 32:50-52, que relata la muerte de Moisés, que le habría sido anunciada anticipadamente por Dios. Otras fuentes consideran que la revelación tuvo lugar gradualmente, y que si bien el texto es de origen divino, la redacción es humana. Finalmente, otros autores consideran que tras la muerte de Moisés, otros profetas divinamente inspirados completaron el texto.

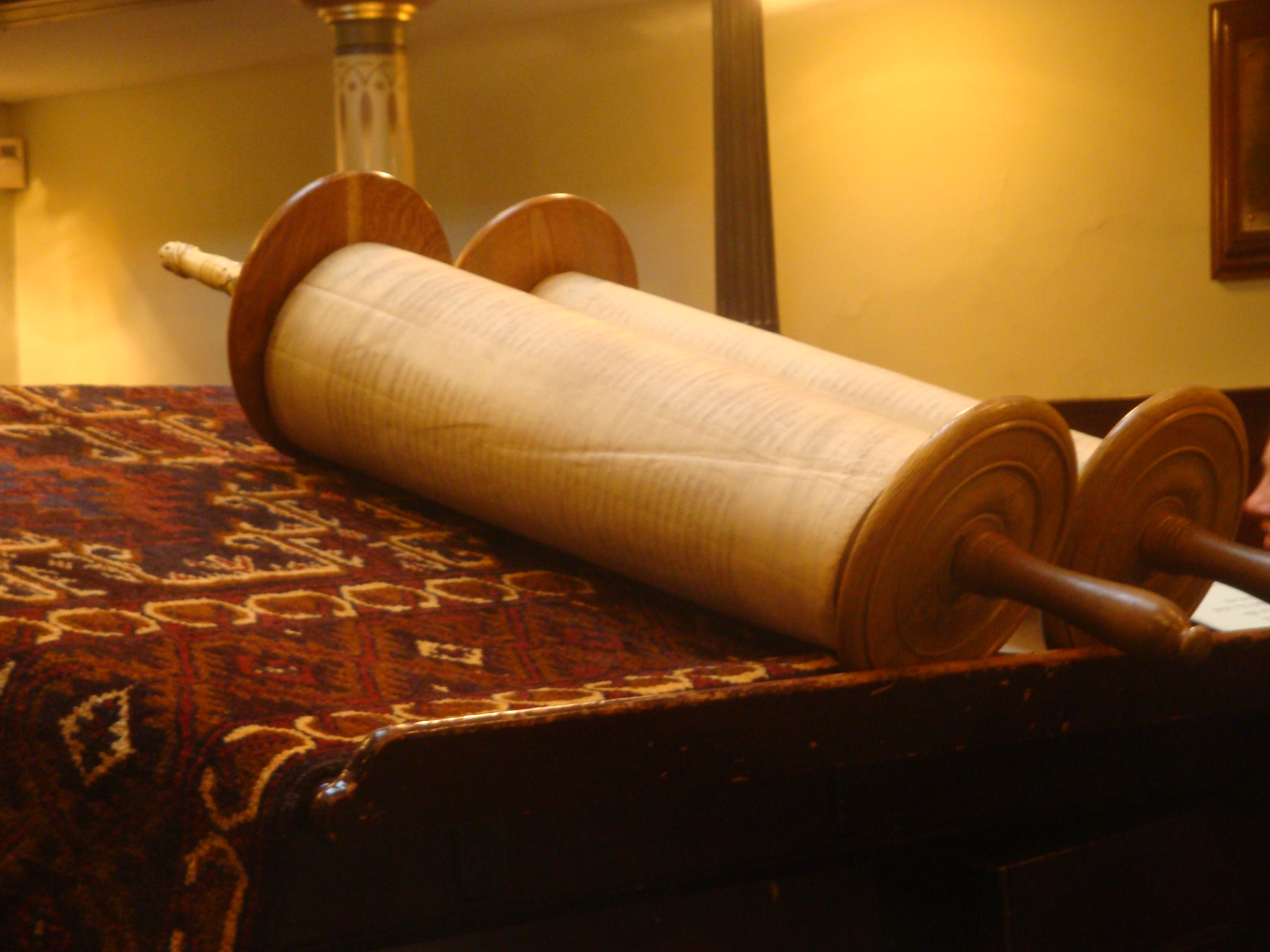
Rollo de Torá. Para el creyente judío, el texto que contiene es santo.
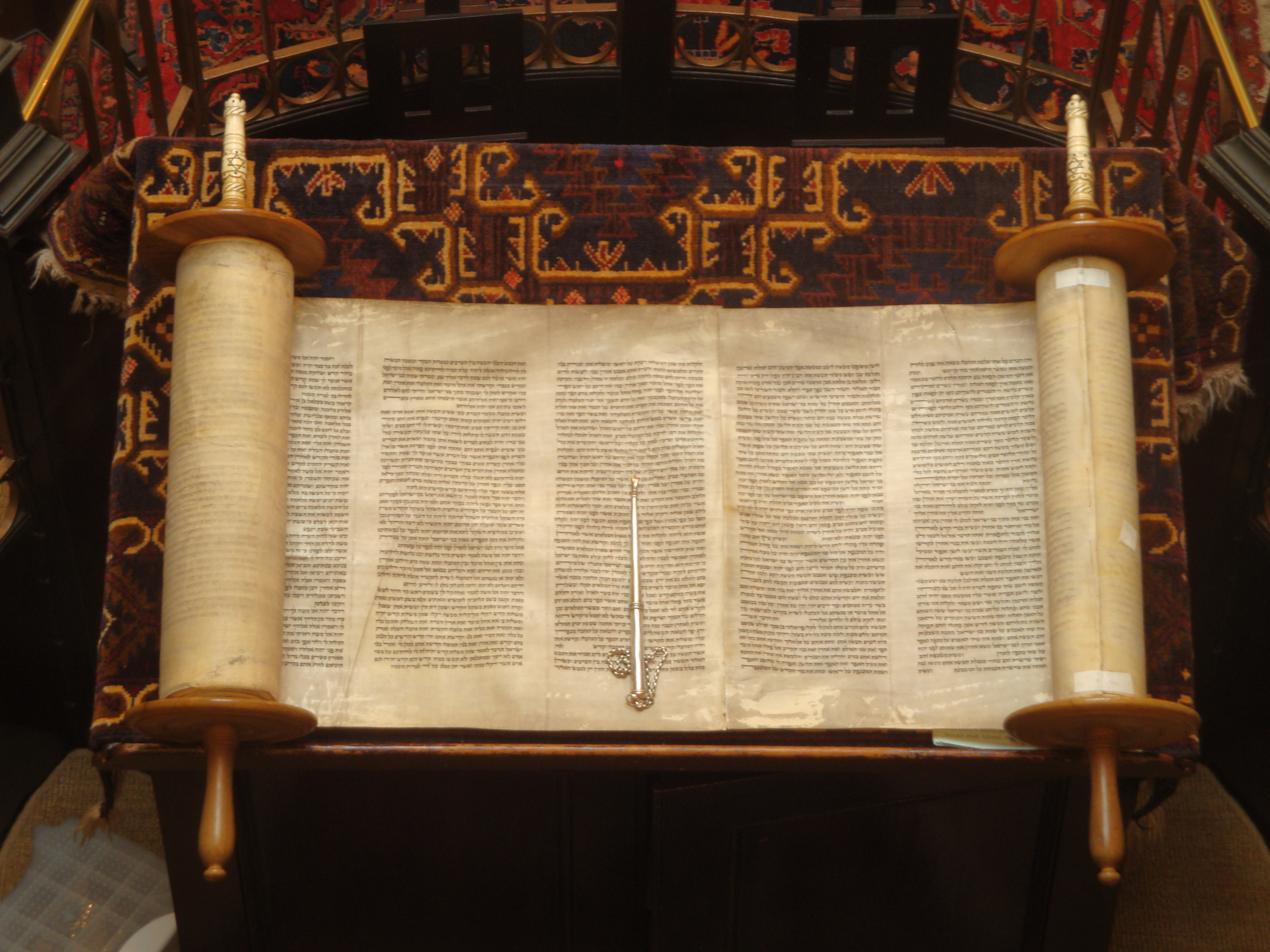
Rollo de Torá, abierto, y con puntero de plata.
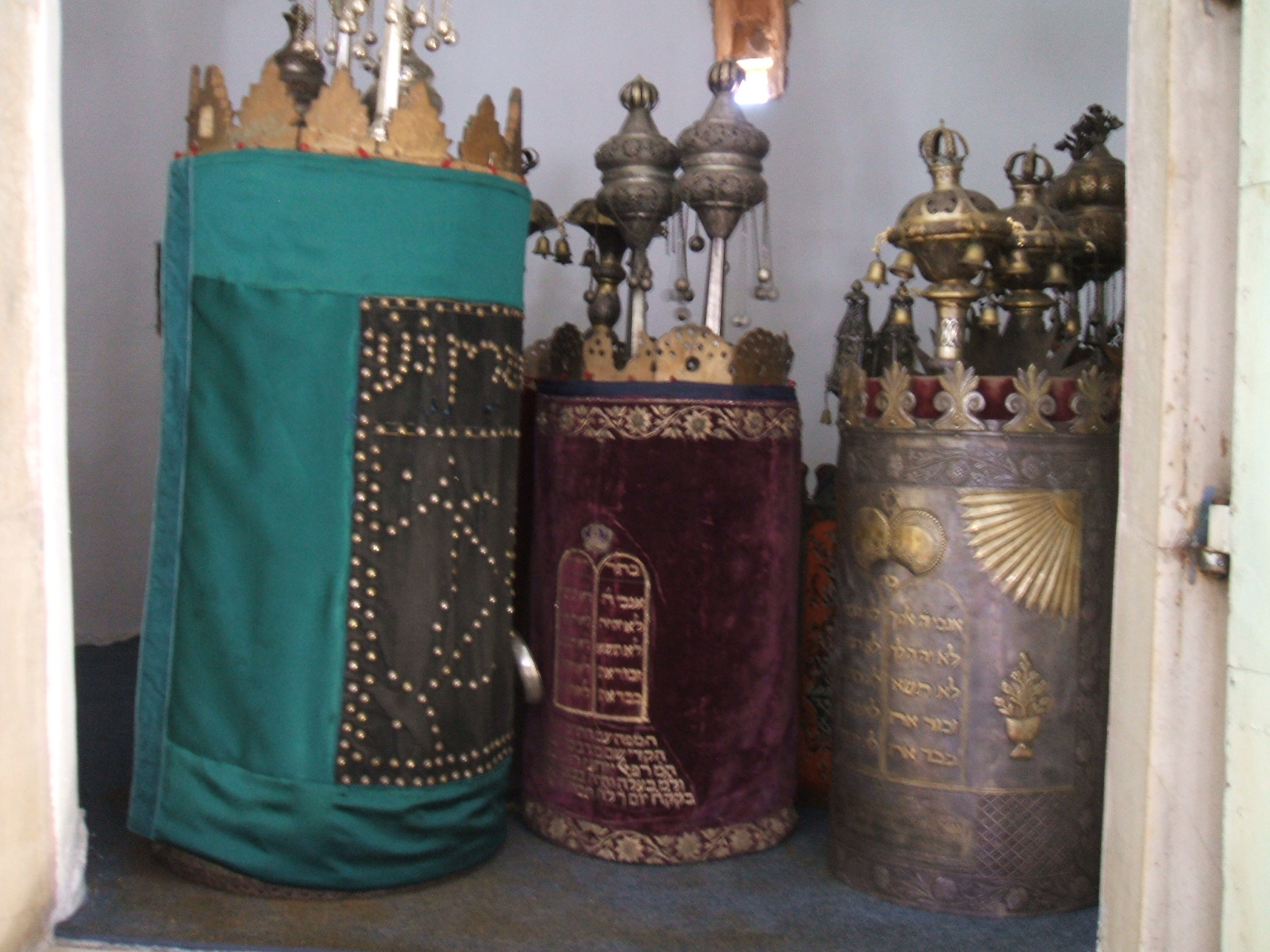
Rollos de Torá. Sinagoga de Ioannina, Grecia.
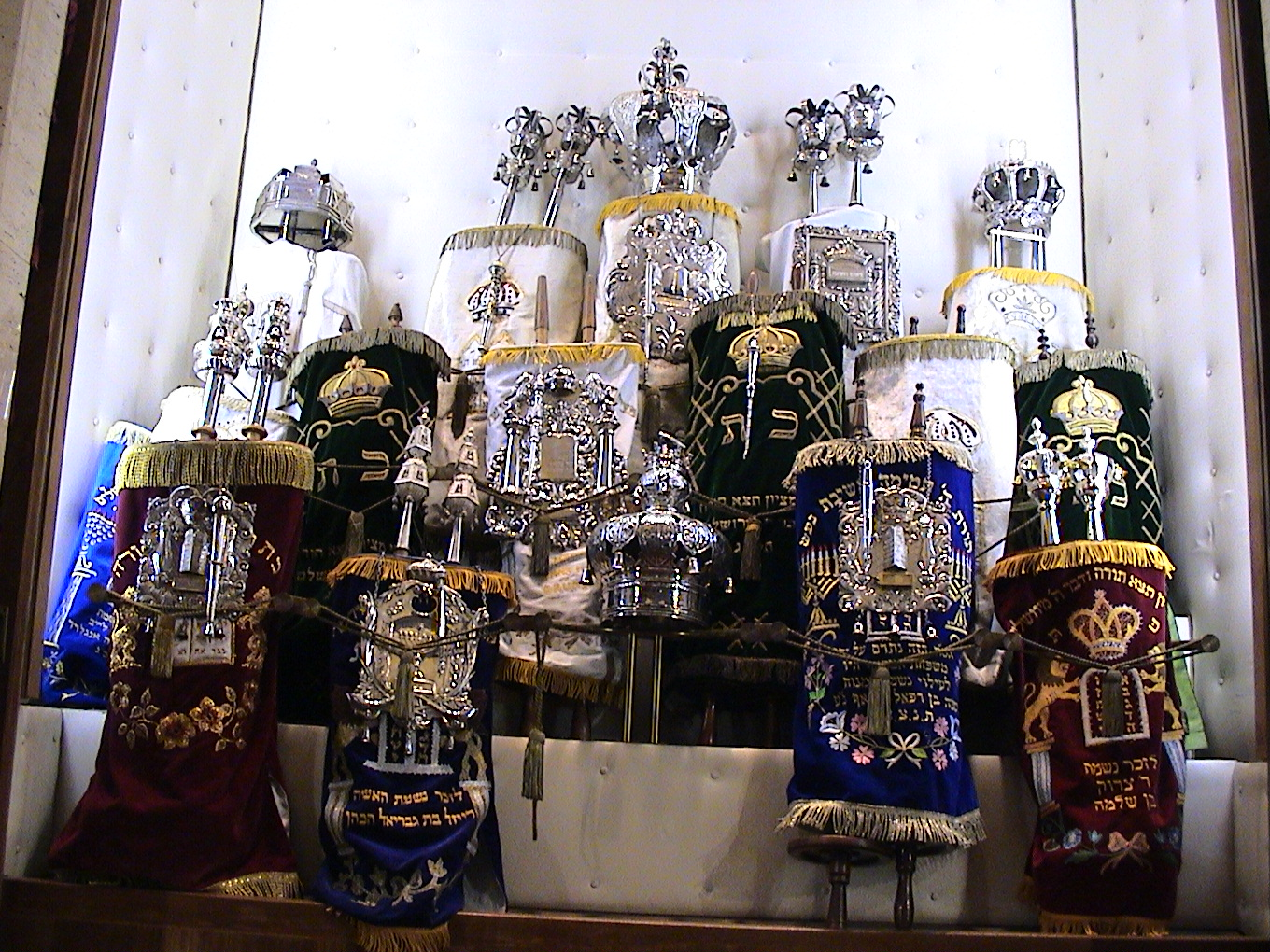
Rollos de Torá. Sinagoga de la Ciudad de Luxemburgo.
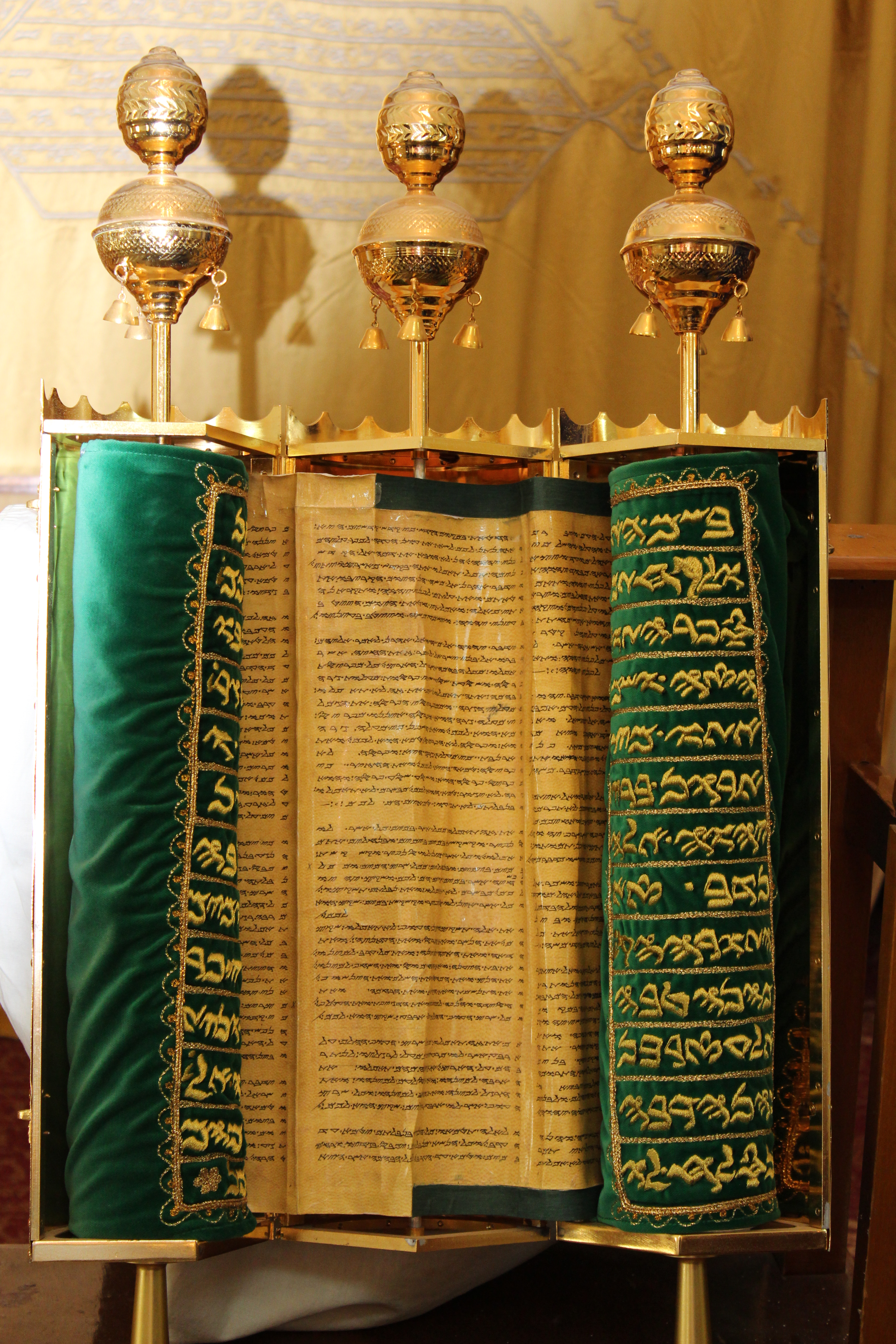
Rollo del Pentateuco samaritano. Monte Gerizim, 2013.

### Textos sagrados del judaísmo
Si bien la Torá constituye el núcleo de la revelación divina, esta contiene otros libros. Los judíos consideran de origen divino a los Nevi'im o libros de los profetas:
- Josué,
- Jueces,
- Samuel,
- I y II Reyes,
- Isaías,
- Jeremías,
- Ezequiel.

Los doce profetas menores:
- Oseas
- Joel
- Amós
- Abdías
- Jonás
- Miqueas
- Nahúm
- Habacuc
- Sofonías
- Ageo
- Zacarías
- Malaquías

Y los Ketuvim o libros de los escritos:
- Libro de los Salmos
- Job
- Proverbios
- Ruth
- Cantar de los Cantares
- Eclesiastés
- Lamentaciones
- Esther
- Daniel
- Esdras-Nehemías
- Crónicas

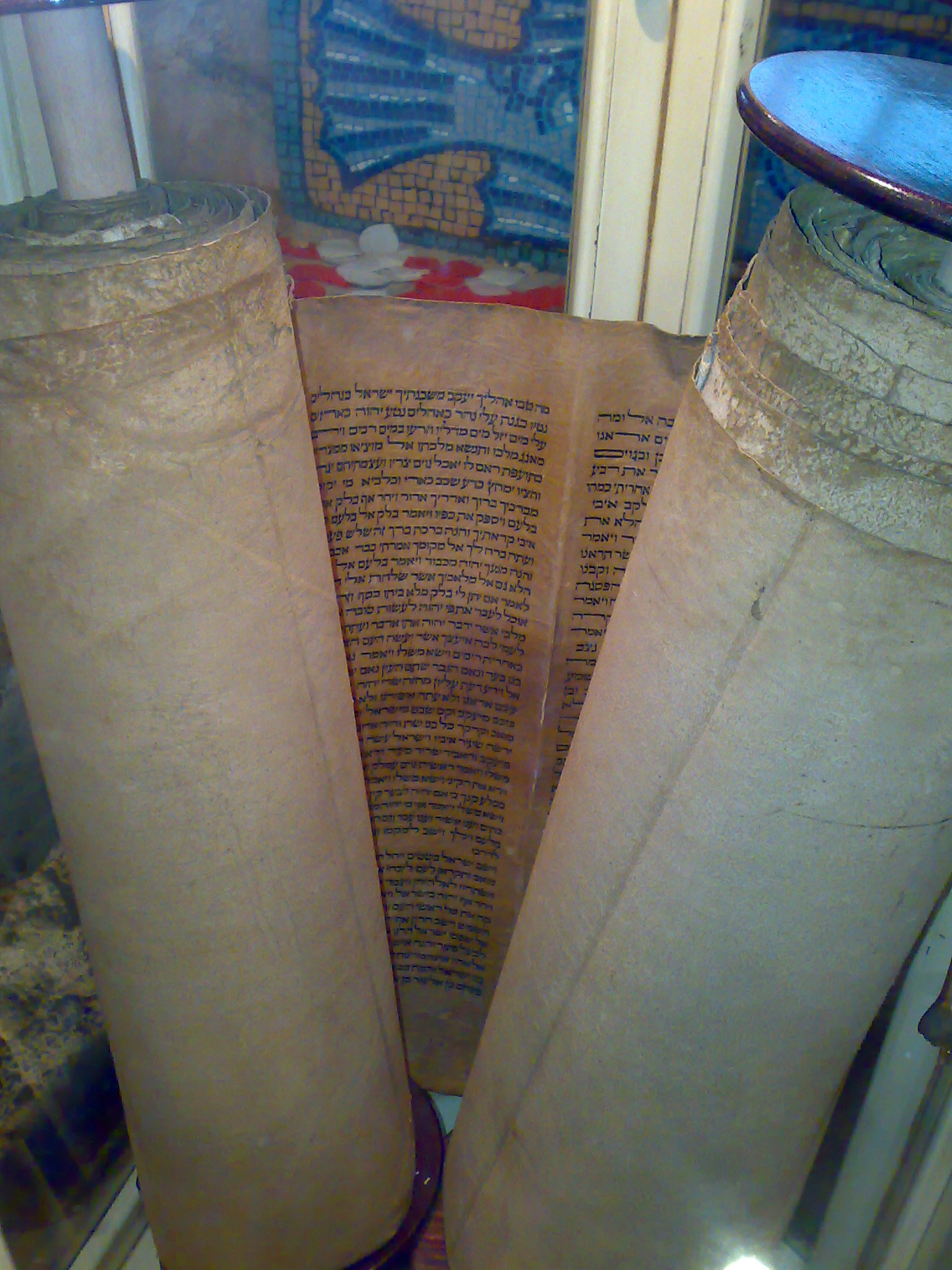
Torá varias veces centenaria expuesta en la Sinagoga Shlomo Ben Adret, Associació Call de Barcelona.

El conjunto de estos veinticuatro libros constituye el Tanaj, al que antiguamente se conocía como Mikrá (lectura). Estos libros forman las Sagradas Escrituras del judaísmo y es por ello que en hebreo se los llama Kitvei Ha-Kodesh (Escritos de la Santidad) y también Sifrei Ha-Kodesh (Libros de la Santidad).
Además de los libros enumerados, el judaísmo ortodoxo sostiene que junto con los escritos, el pueblo de Israel recibió también la revelación oral, que ha sido transmitida de generación en generación como parte inalienable de la tradición judía. Es a partir de las indicaciones y aclaraciones de la tradición oral, afirma, que deben interpretarse las ambigüedades y dificultades del texto bíblico. La ley oral se codificó y registró por primera vez en el siglo III, para evitar que se perdiese durante la Diáspora; el rabino Yehudah Hanasí redactó el primer comentario acerca de la interpretación de la ley, compendio al que se conoce como Mishná; lo hizo a partir de las enseñanzas de los tannaim, los estudiosos de la tradición oral.
A su vez, el contenido de la Mishná fue objeto de debate, discusión y comentario por parte de los estudiosos de las comunidades judías en Israel y Babilonia; el resultado de estas discusiones dio lugar a nuevos volúmenes de comentarios, llamados Guemará. Junto con la Mishná, estos volúmenes constituyen el Talmud, la recopilación de la tradición rabínica. Aun los judíos no ortodoxos siguen, en numerosos puntos importantes, las interpretaciones del texto bíblico vertidas en el Talmud; la única excepción la constituyen los caraítas, una secta clásica que se rige únicamente por el contenido literal de la Torá.

## Niveles de interpretación
Los judíos se comparan a un diamante en bruto que se puede mejorar con el trabajo

A nivel religioso, dentro del judaísmo, la Torá tiene cuatro niveles o maneras de ser interpretada, las cuales se llaman: Peshát, Rémez, Derásh y Sod. Con las iniciales de estas cuatro palabras se forma la palabra Pardés, literalmente, «huerto de árboles frutales» (el paraíso, para los cabalistas).
1. Peshát: el nivel de interpretación que atiende al sentido literal del texto, tal como las palabras son entendidas en la vida diaria de la gente.[23]
2. Rémez: atiende al sentido alegórico del texto bíblico, las cuales hacen alusiones a cosas que las personas pueden comprender.[23]
3. Derásh: es el nivel de interpretación que atiende al sentido interpretativo de la escritura sagrada, de la cual se derivan las reglamentaciones y leyes de la tradición judía. Para conseguir este objetivo, se utilizan métodos como por ejemplo las referencias, las comparaciones entre palabras y versículos bíblicos, e incluso las analogías.[23]
4. Sod: es el método místico de interpretación, del cual deriva la cábala, y que busca un sentido oculto en el texto sagrado, el cual sólo podría encontrarse con el estudio de los textos originales en sus lenguas originales.[23]

## Uso ritual de la Torá
Las lecturas de la Torá son una parte importante de la mayoría de las ceremonias religiosas del judaísmo. En la sinagoga, los rollos en los que están escritos estos libros son custodiados respetuosamente en el interior de un compartimiento especial, orientado hacia Jerusalén, llamado Arón haKodesh (literalmente ‘Cofre Sagrado’, aunque no sea sagrado en sí, sino por lo que contiene). En presencia de un rollo de la Torá, los judíos varones deben llevar la cabeza cubierta.
Los rollos de la Torá son sacados para su lectura. La lectura pública de la Torá sigue una entonación y dicción, prescritas ritualmente, sumamente complejas; por ello, es normalmente un cantor o jazán profesional quien la lleva a cabo, si bien todos los varones judíos mayores de edad tienen derecho a hacerlo. Una vez leído, el rollo vuelve a guardarse reverentemente. La lectura semanal de la Torá se denomina parashá hashavua –sección de la semana– o sidra, y la misma abarca todo el Pentateuco subdividido en tantas semanas como tiene el año judío. Todos los integrantes del Pueblo de Israel estudian en la misma semana la misma sección, lo cual debe generar un clima de unión y afecto entre los que siguen la religión judía.

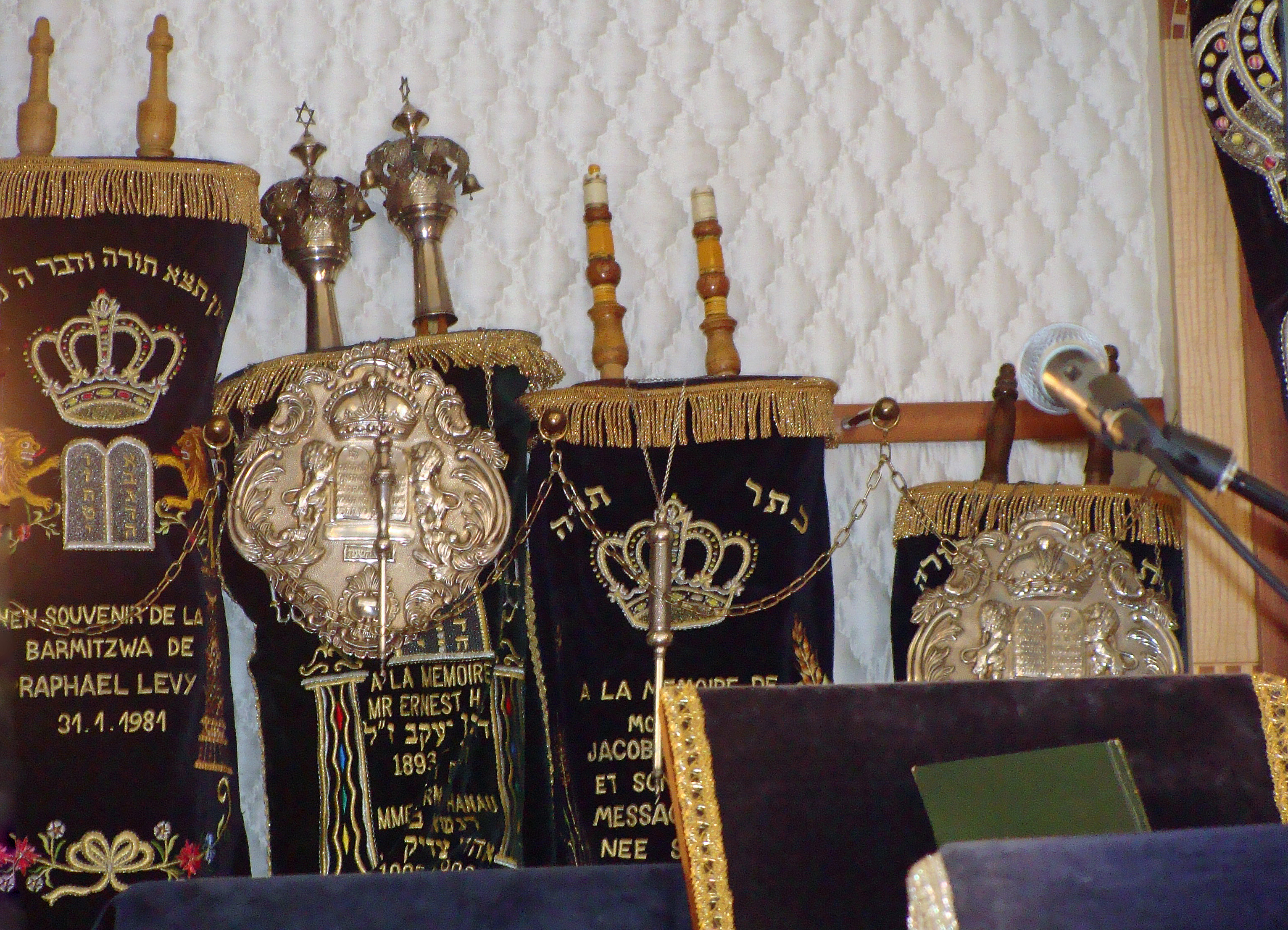
Cuatro rollos de Torá pertenecientes a la Sinagoga Saint-Avold, Francia.
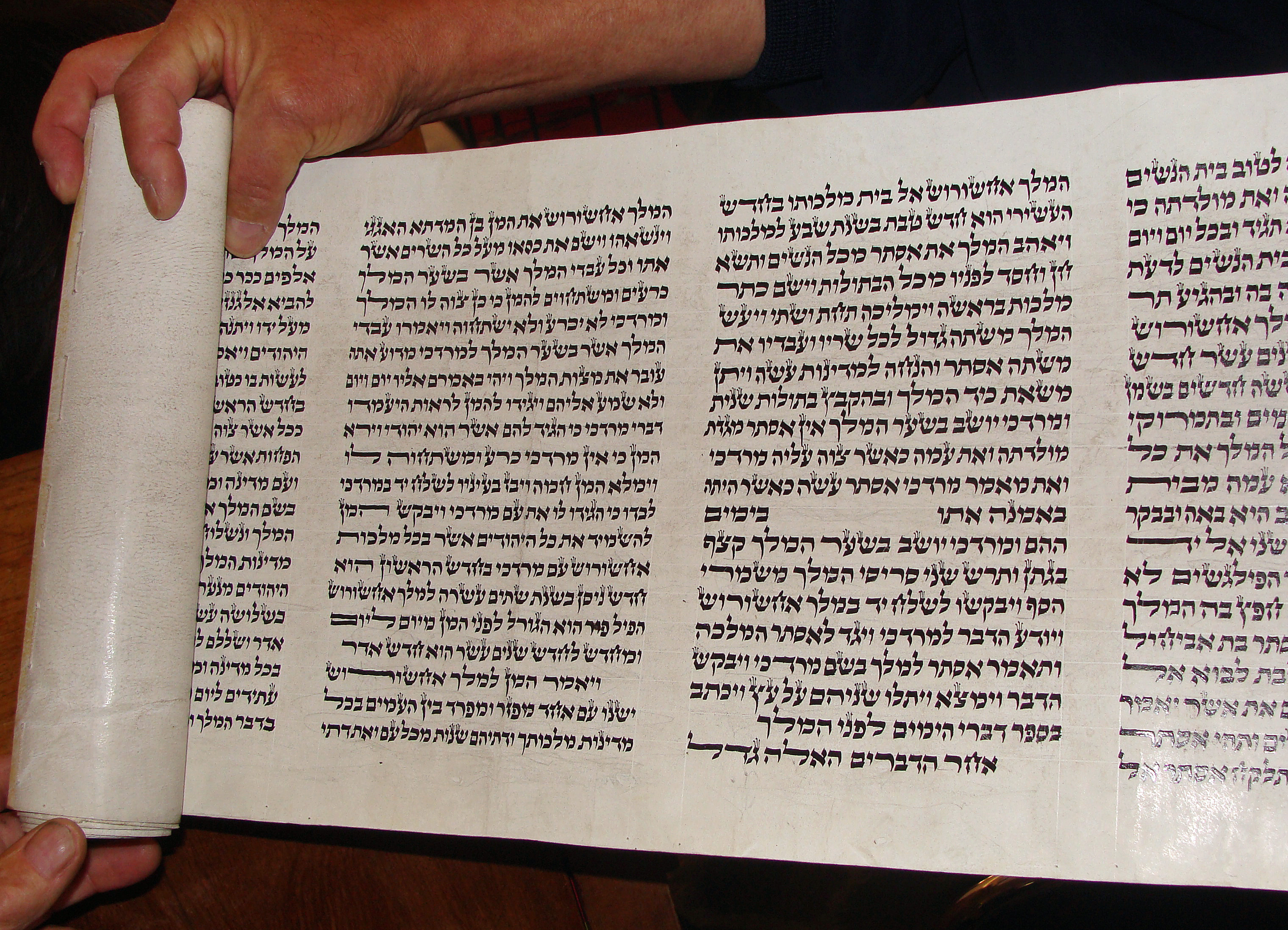
Apertura de uno de los rollos de la Torá.
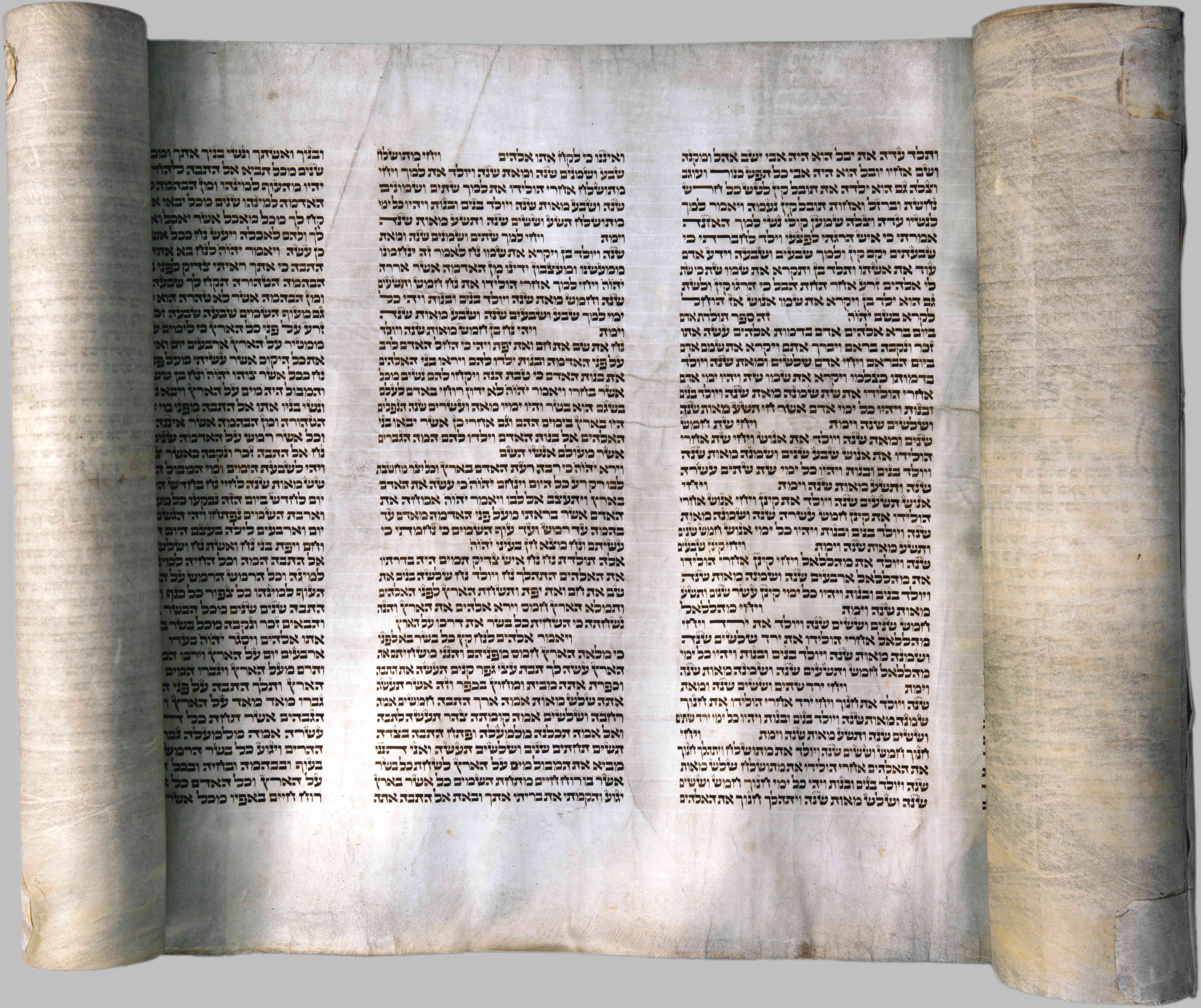
Aspecto de la Torá una vez ya abierta y lista para ser leída. Este ejemplar del siglo XVIII, pertenece a la Biblioteca Nacional de Bielorrusia.
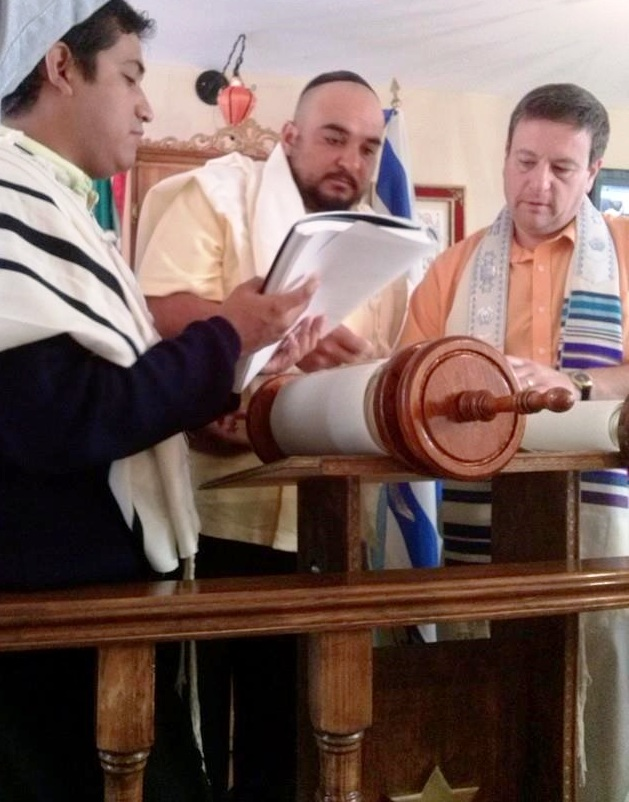
Lectura de la Torá durante el shabat en la Sinagoga Brit Brajá.
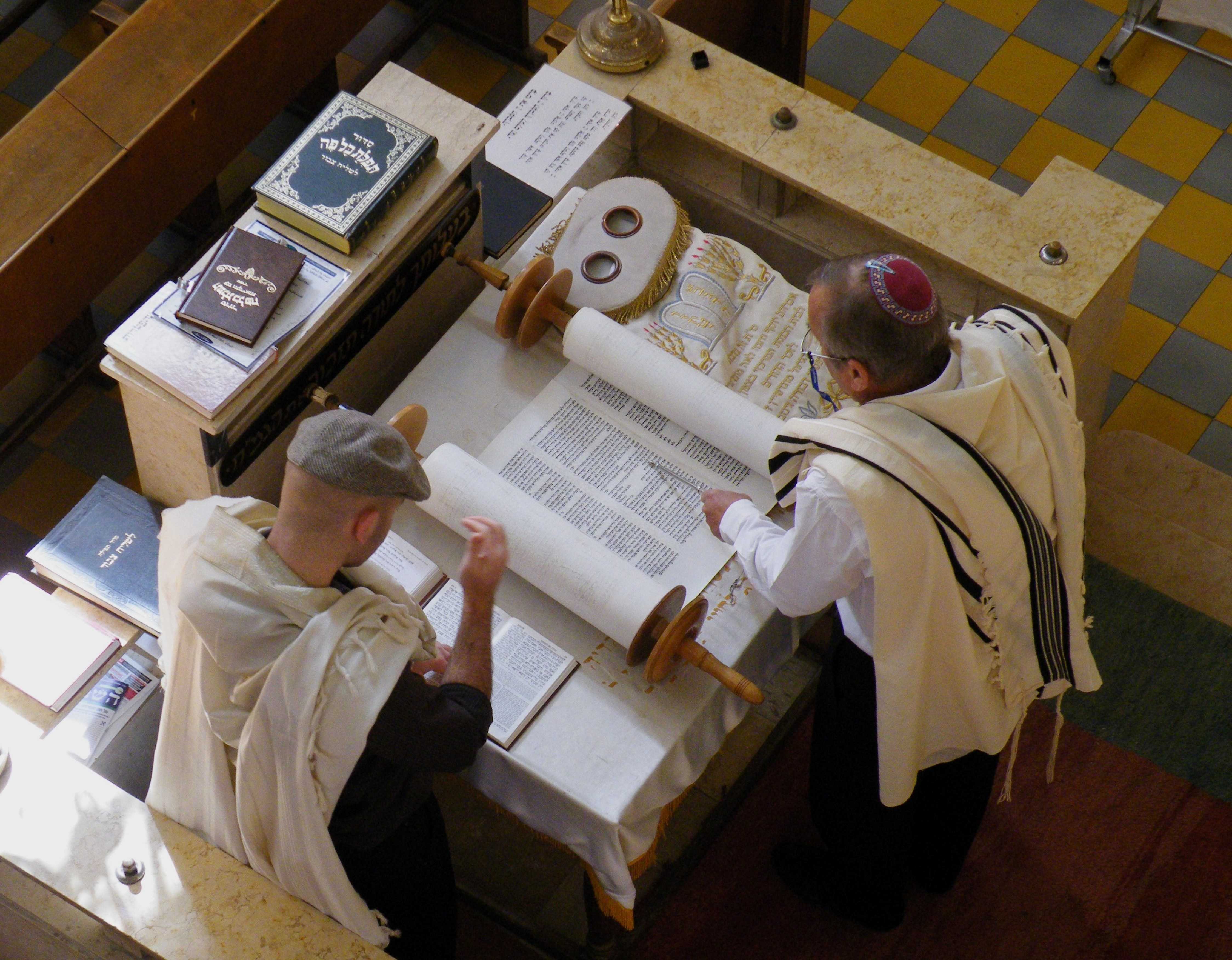
Lectura de la Torá según el rito asquenazí. Sinagoga Aish, Tel Aviv.
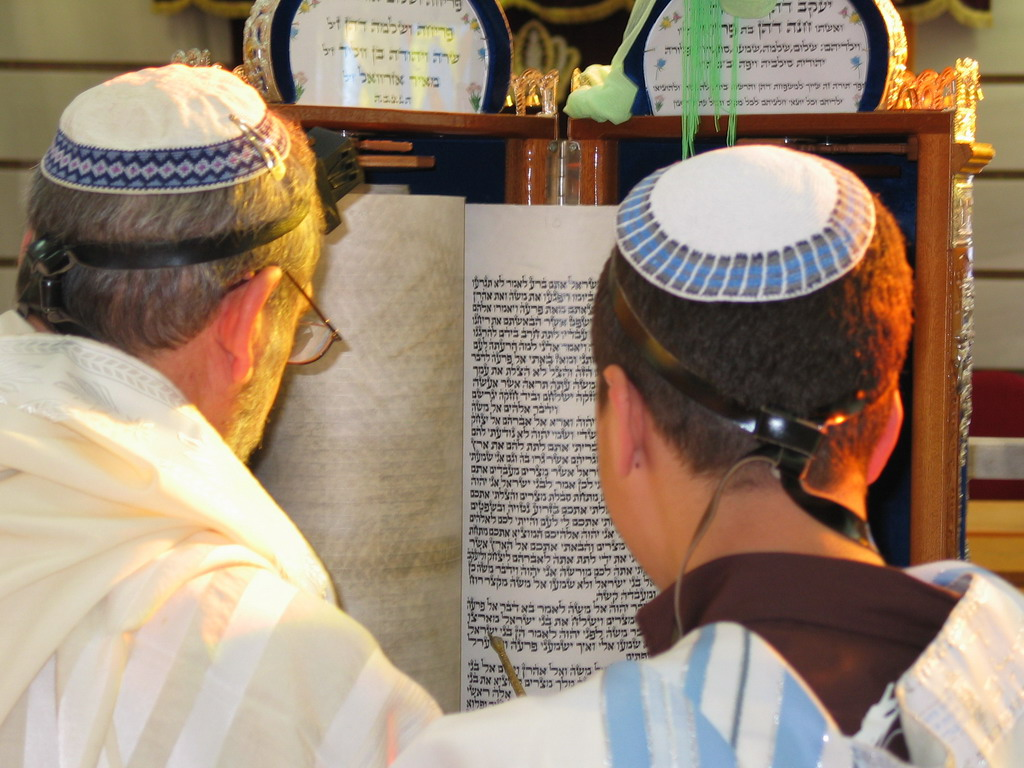
Lectura de la Torá según el rito sefardí. Sinagoga en Askelón, Israel.
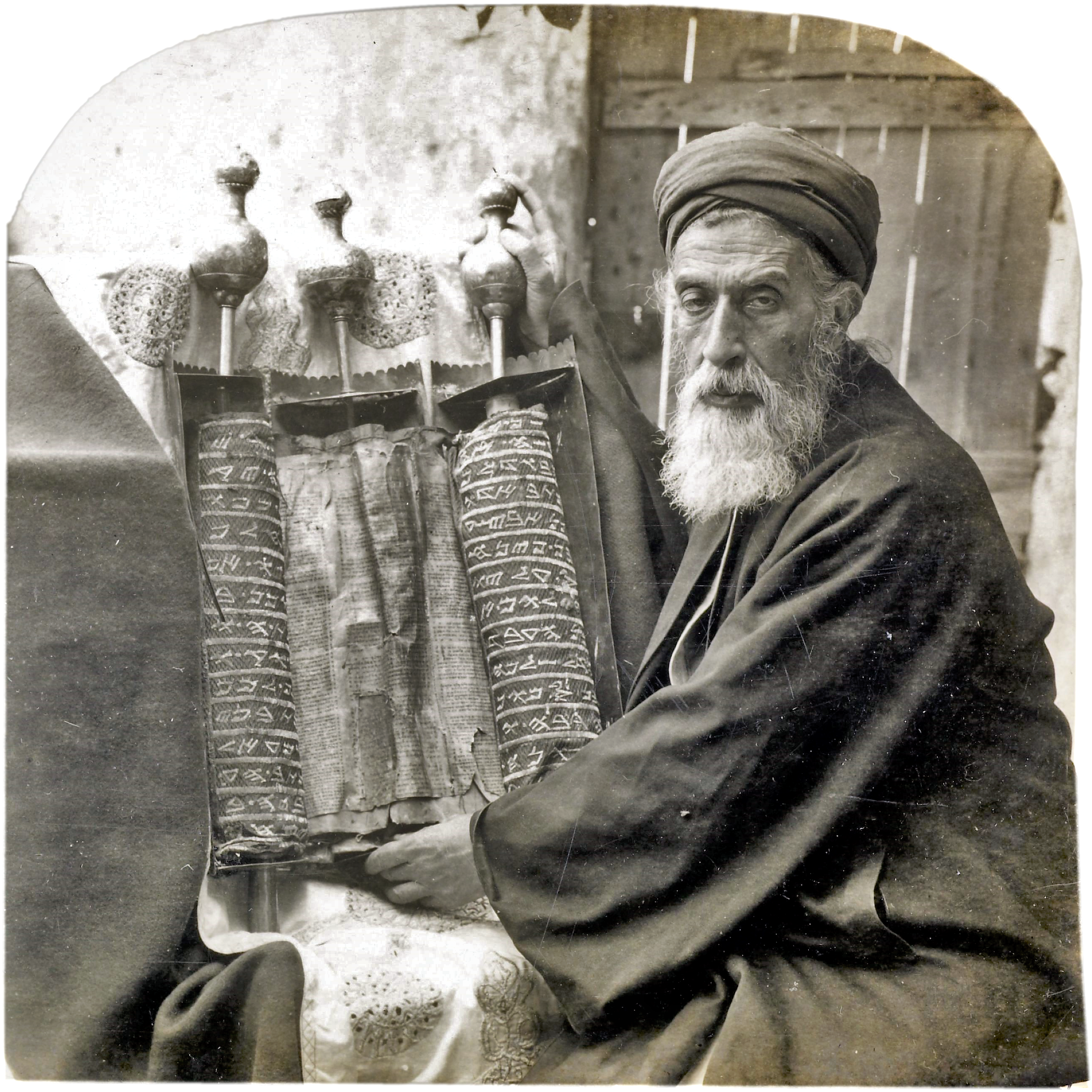
Sumo sacerdote samaritano con milenario rollo del Pentateuco, Nablus, 1905.
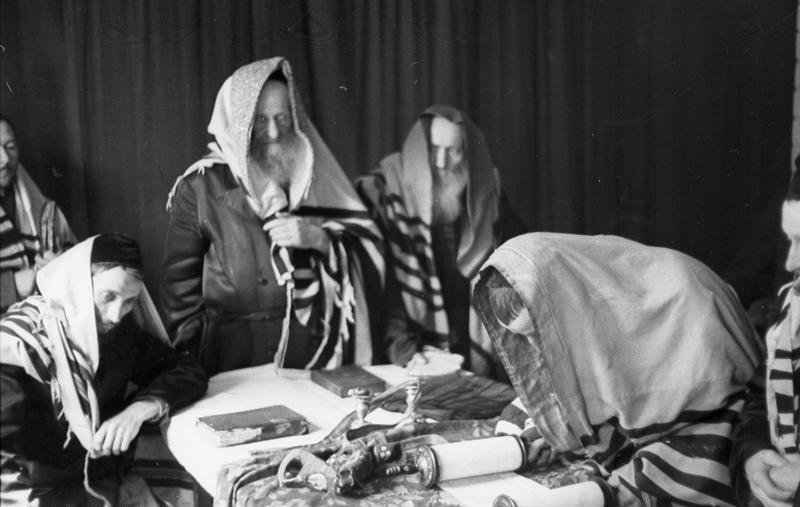
Observante israelita leyendo la Torá en el gueto de Varsovia, 1942.
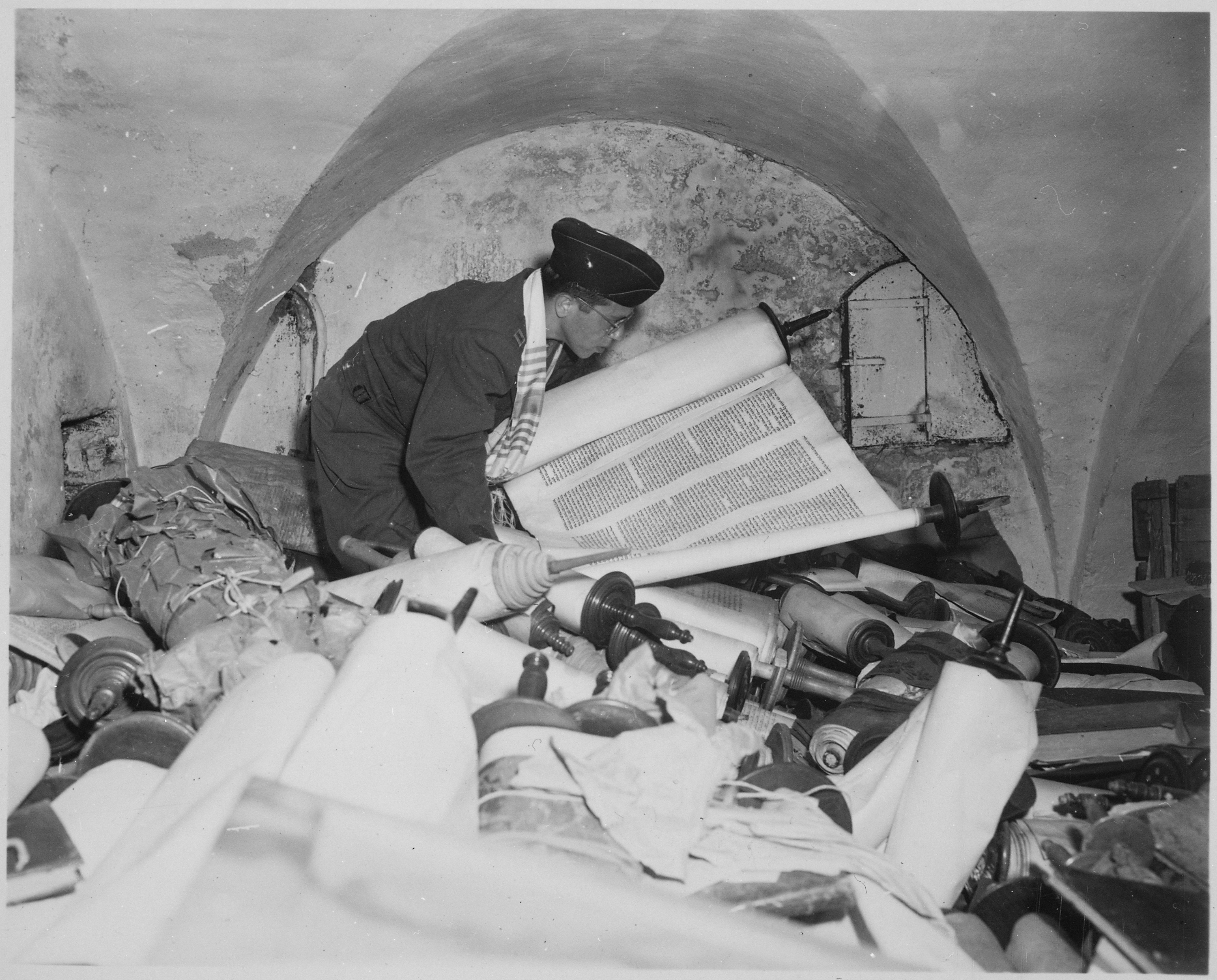
Samuel Blinder examina uno de los cientos de rollos de la Torá expoliados de sinagogas europeas durante la Shoá, Berlín, 1945.
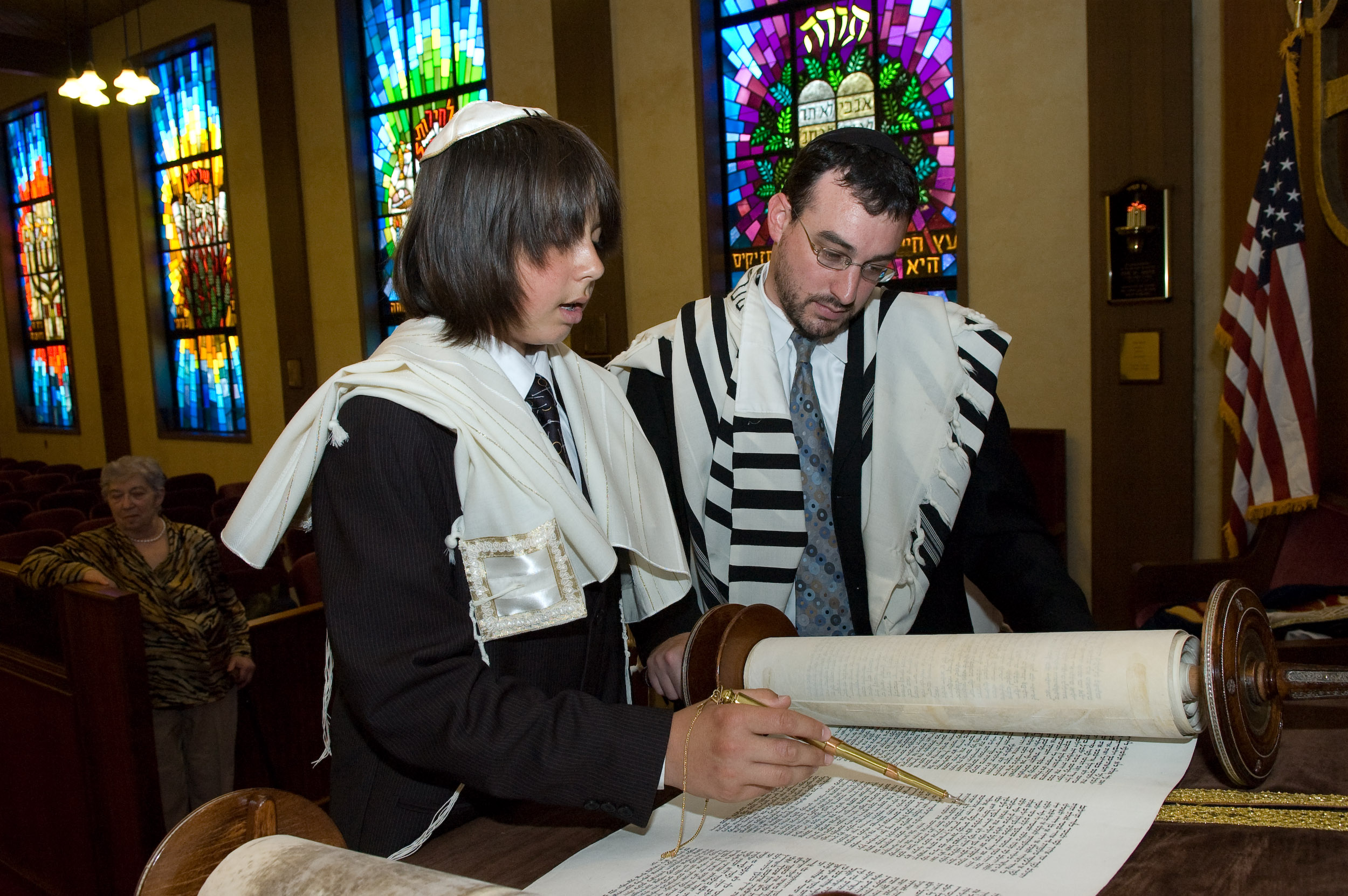
Joven de trece años de edad leyendo la Torá durante su Bar-Mitzvá en una sinagoga estadounidense, 2008.
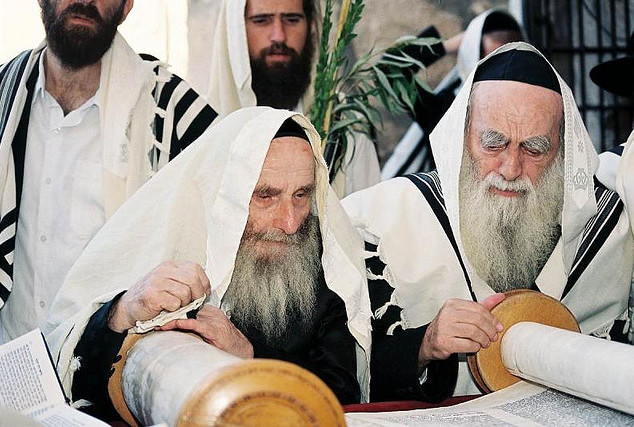
Rabinos leyendo la Torá ante el Kotel durante la plegaria matinal de Sucot, 2011.
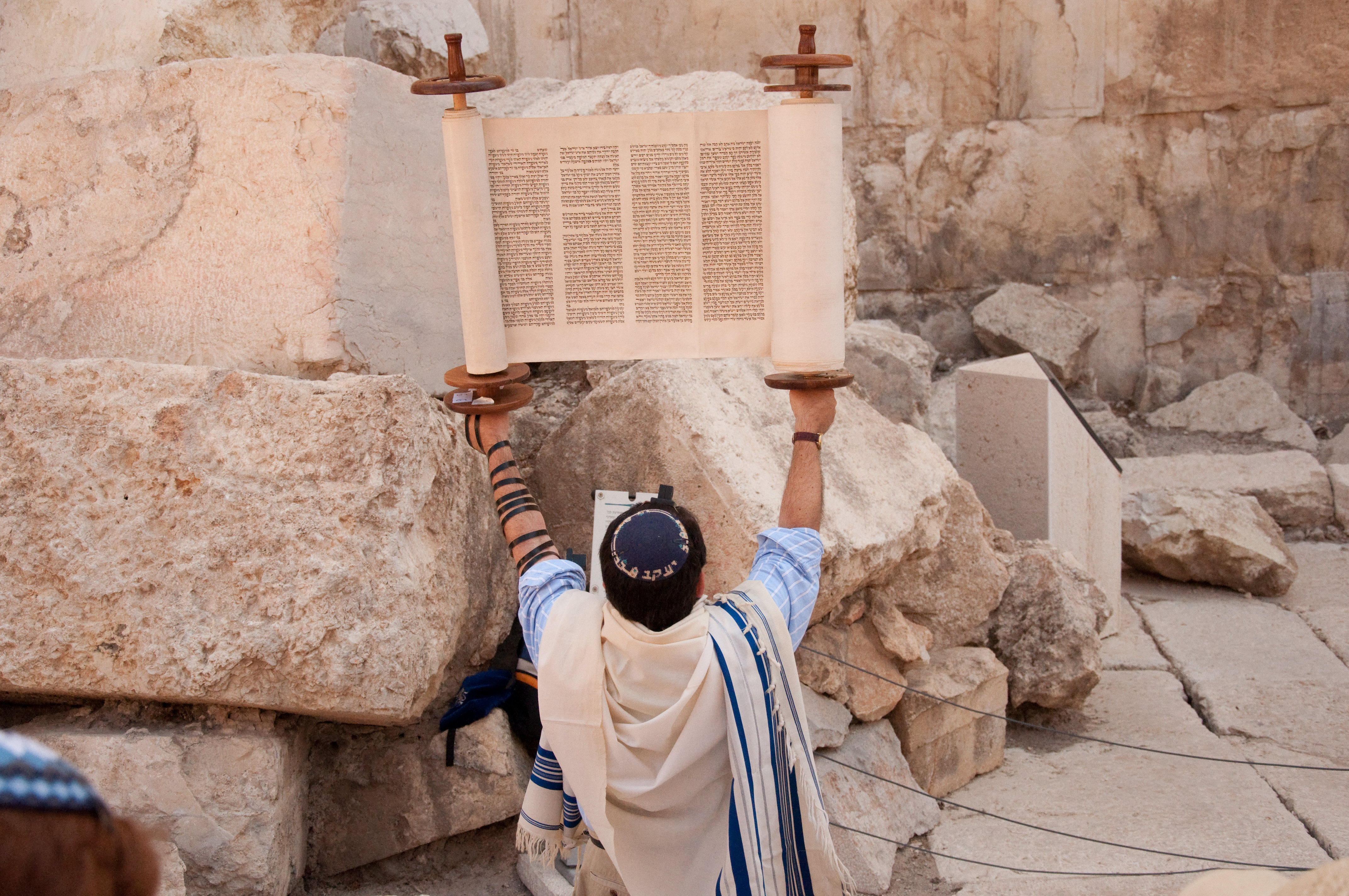
Bendición con presentación de la Torá.

## Objeto litúrgico, preservación y embellecimiento

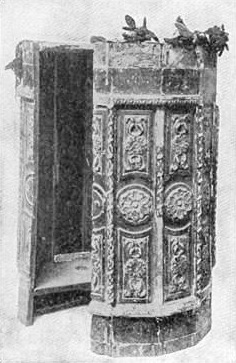
Tik. Cultura judía oriental.

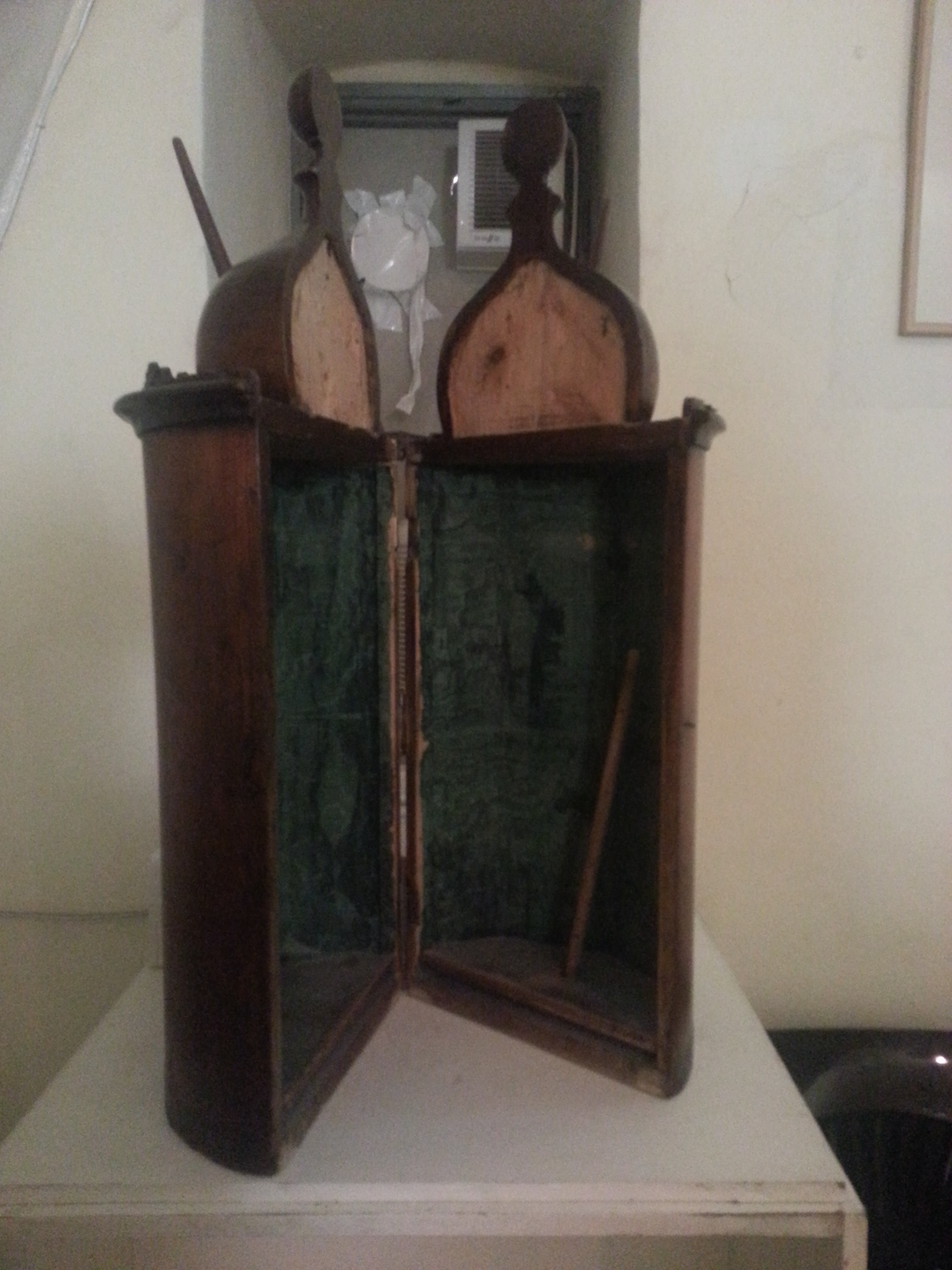
Tik. Cultura judía sefardí.

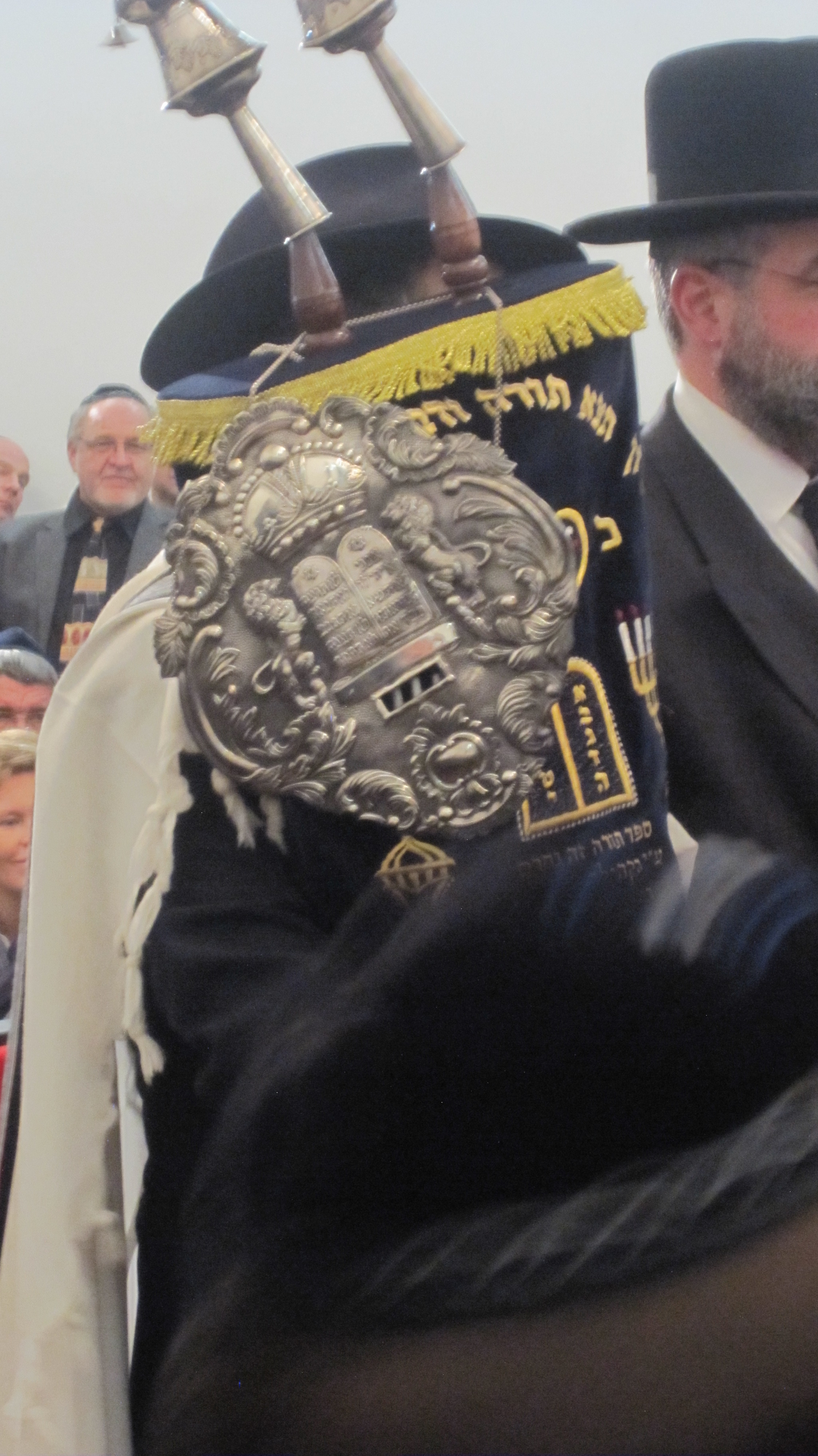
Torá con funda. Cultura judía asquenazí.

La Torá es para el judaísmo un objeto sagrado porque contiene la palabra de Dios. 
Cuando se observan con cuidado los rollos de pergamino de la Torá es posible comprender que los dos extremos del rollo se hallan a una especie de mango, visible a ambos lados del texto y que funciona como un eje que permite desenrollar, desplazar y volver a enrollar el texto con relativa facilidad. 
Dada su naturaleza asociada al Todopoderoso y su uso frecuente, cuando no a lo largo de varios siglos, cada comunidad judía ha desarrollado diferentes modos de preservar los rollos de pergamino que sirven de soporte para el texto bíblico. Uno de esos métodos incorporó una caja o estuche de madera de tipo cilíndrico (en hebreo, tik), que no solo sirve para preservar los rollos sino también facilita su transporte en caso de ser ello necesario. Otro método involucra el cierre total de los rollos de la Torá, usando un cinto para mantenerlos unidos, y su ulterior cubrimiento mediante el empleo de una especie de camisa o funda de seda o terciopelo.
Las comunidades judías orientales y aquellas oriundas de países islámicos recurren por lo general a la mencionada caja o estuche cilíndrico. Las comunidades asquenazíes de los países europeos suelen emplear la ya mencionada funda. Dado que en la historia del pueblo judío las migraciones han sido frecuentes, en algunos casos es posible que las comunidades hayan inicialmente empleado la caja y finalmente recurrieran luego a la funda. Ejemplo de ello puede ser el caso de los judíos sefarditas, quienes vivieron en territorios que fueron musulmanes y luego cristianos, debiendo emigrar a partir de 1492 hacia otros territorios alternativamente cristianos o musulmanes. Asimismo, en las diversas comunidades judías diaspóricas a veces coexisten grupos asquenazíes y sefarditas en una misma ciudad, cuando no en un mismo barrio o sector de la misma. Hasta mediados del siglo XX, cada uno de esos grupos mantuvo con apego sus tradiciones características. A partir de la creación del Estado de Israel, dichos grupos tienden gradualmente a acercarse y las nuevas generaciones a dejar de lado las diferencias otrora sumamente importantes. Si bien esas diferencias aún persisten en el siglo XXI, también existe una cierta apertura, y hasta flexibilidad, para con el tema en cuestión, particularmente en Israel. Tal fenómeno es consonante con la inicial naturaleza del Estado Judío, hasta hace algunas décadas formado por numerosos judíos que provenían de contextos identitarios y comunidades con tradiciones considerablemente distintas. Con el renacimiento cultural israelí, el mencionado cambio de actitud tiende a reflejarse principalmente en los aspectos estilísticos y ornamentales que atañen a la Torá, mas no al texto bíblico.
Incluso si de un modo no evidente, más considerando el carácter transmigrante del pueblo hebreo y su varias veces milenaria dispersión por el mundo, la caja empleada para preservar la Torá puede, como objeto móvil y transportable, ser asociada debido a estas características con el Arca de la Alianza que los hebreos construyeron en el desierto y que preservaban en el Sanctasanctórum del Tabernáculo. 
Significativamente, el embellecimiento a partir de la ornamentación ha sido casi una permanente constante en el caso de tanto las cajas o estuches para la Torá, así como también en lo que respecta a las ya mencionadas fundas. Tradicionalmente, la Torá es embellecida con diferentes adornos, generalmente de plata; ellos incluyen una corona y un escudo o pectoral, asimismo un par de terminaciones o remates, también a menudo de plata, y que son colocados sobre la parte superior de los mangos de la Torá, una vez que la misma se encuentra ya cerrada y en posición vertical. Dichas terminaciones suelen poseer pequeñas campanillas y se las conoce como «rimonim» (granadas) o «tapujim» (manzanas). Cuando se trata de una Torá que va provista de una funda, todos componentes mencionados también se agregan pero solo una vez que a la Torá se le ha colocado su funda. Un último elemento que suele adicionársele es un puntero que suele culminar en forma de pequeña mano con su dedo índice extendido: se lo conoce como yad, término hebreo que significa «mano». Visualmente, dicho motivo tiene referentes iconográficos en la Mano de Dios, cuya manifestación en la cultura judía se remonta a los frescos de la Sinagoga de Dura Europos y a los mosaicos de la Sinagoga de Beit Alfa, siglos III y VI d. C.

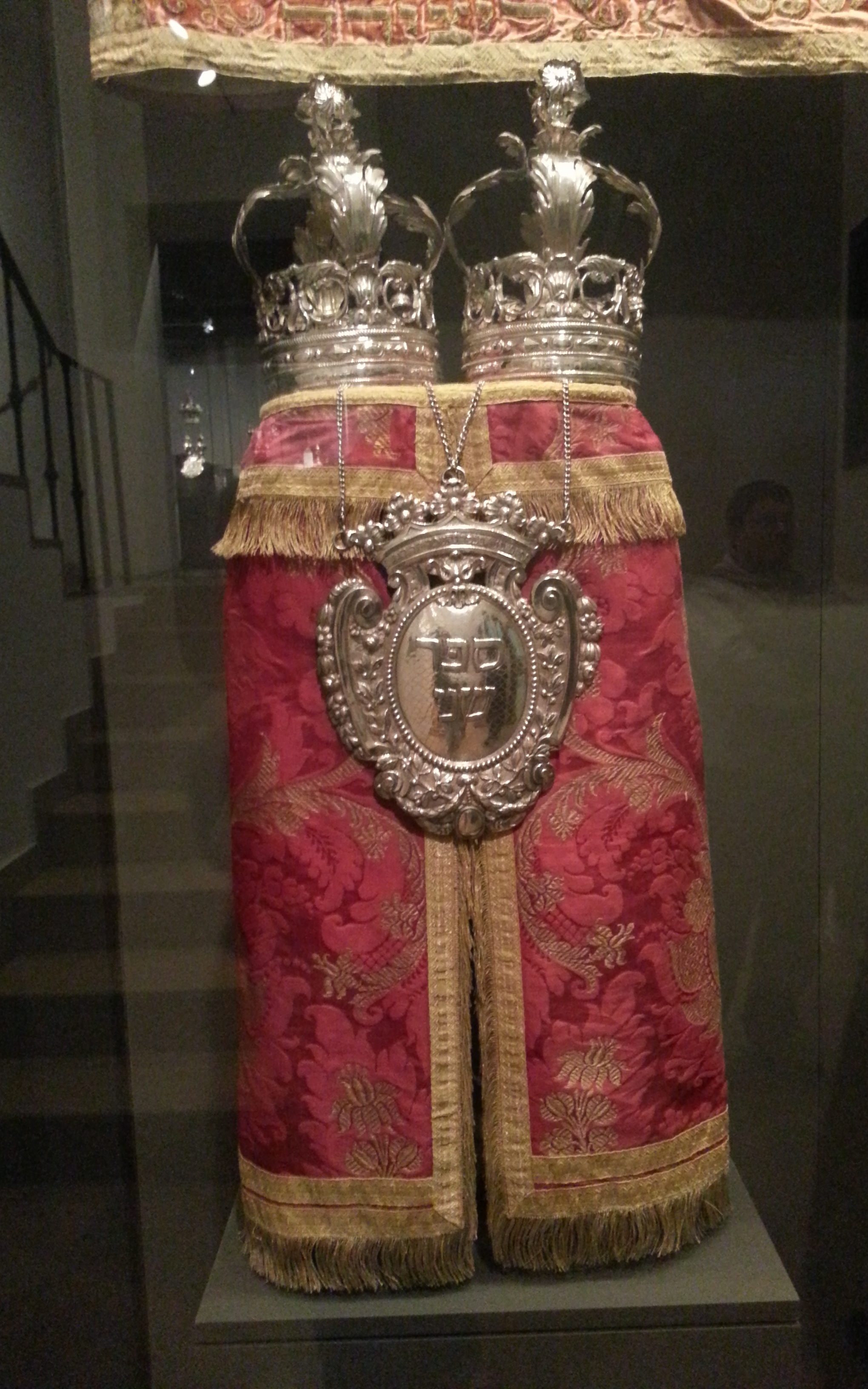
Torá, Italia, siglo XVIII. Museo de Israel, Jerusalén.
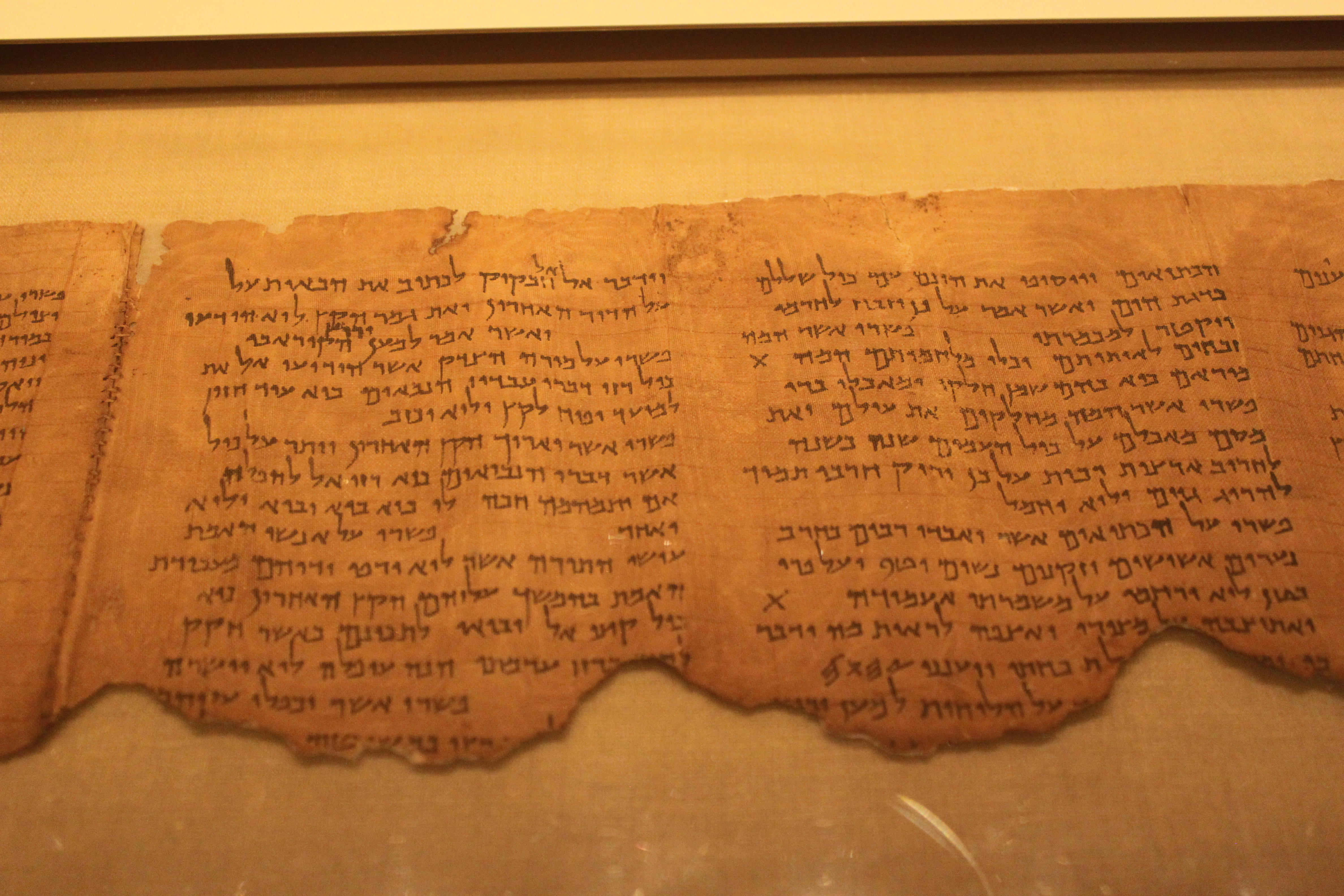
Rollo del Mar Muerto: Profecía de Habacuc, Qumran, c. 75 a. C..
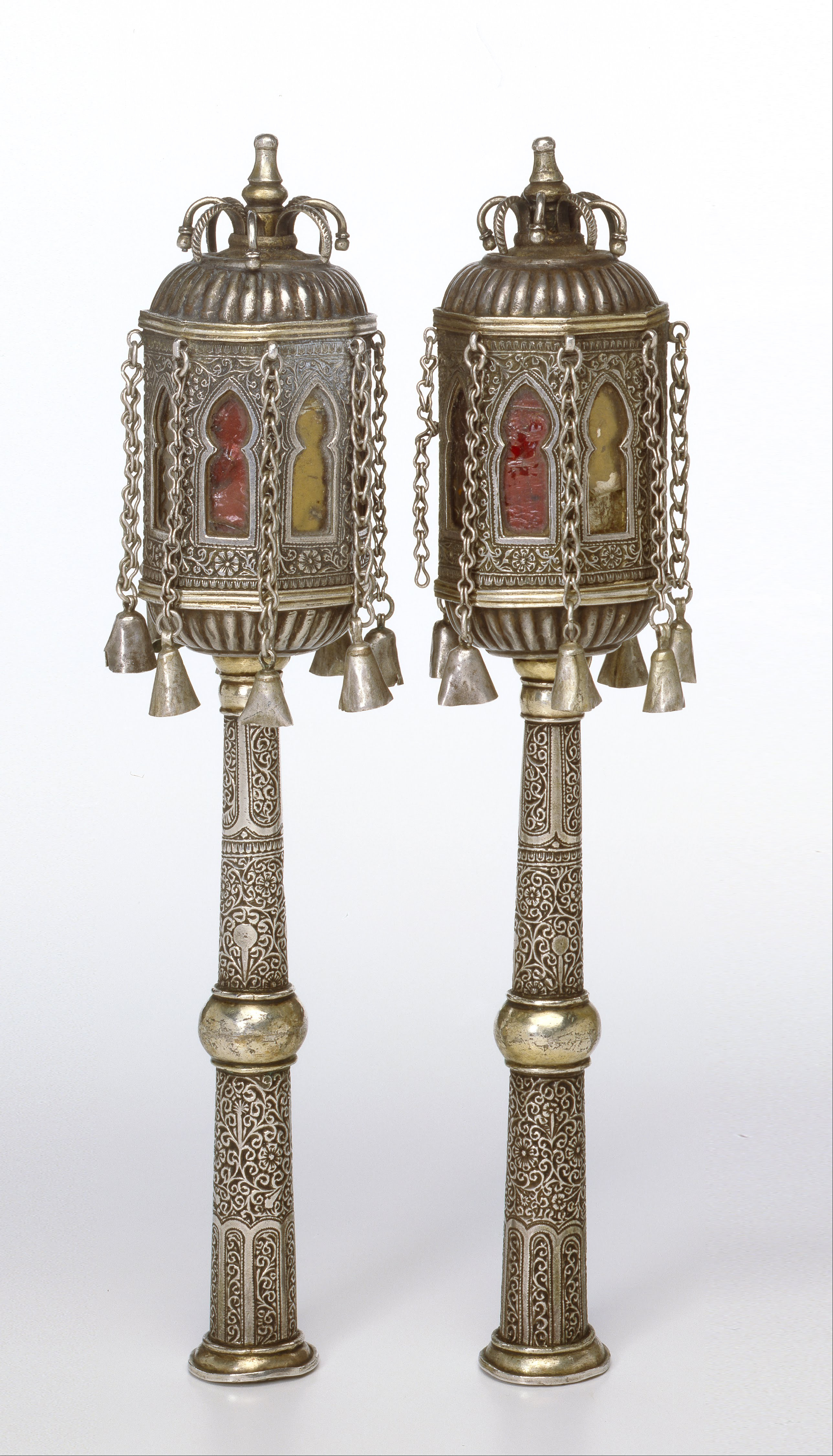
Tapujim o remates ornamentales para la Torá, Marruecos, siglo XIX. Museo de Israel, Jerusalén.
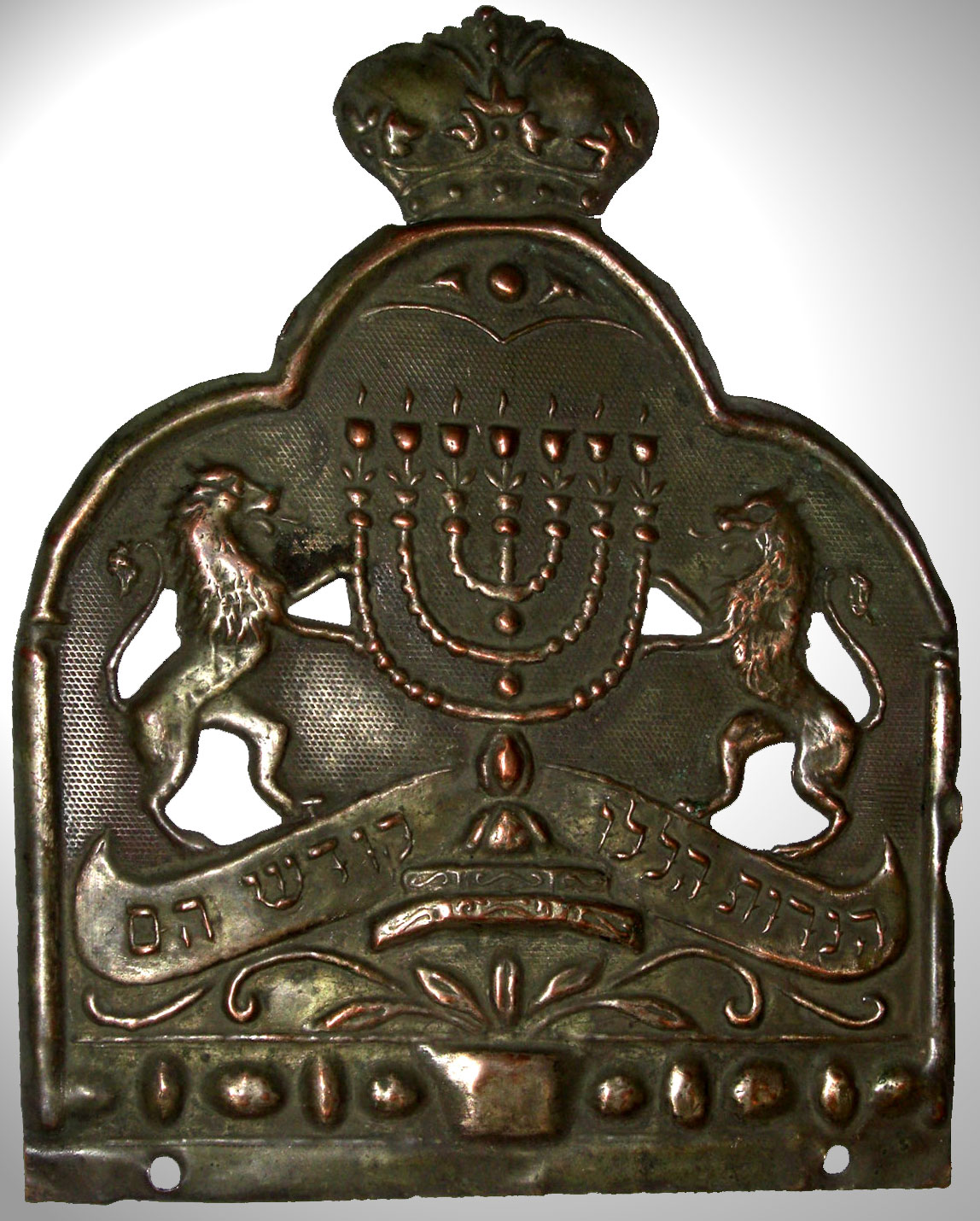
Pectoral para la Torá, con menorá y leones de Judá, arte asquenazí, 1750.
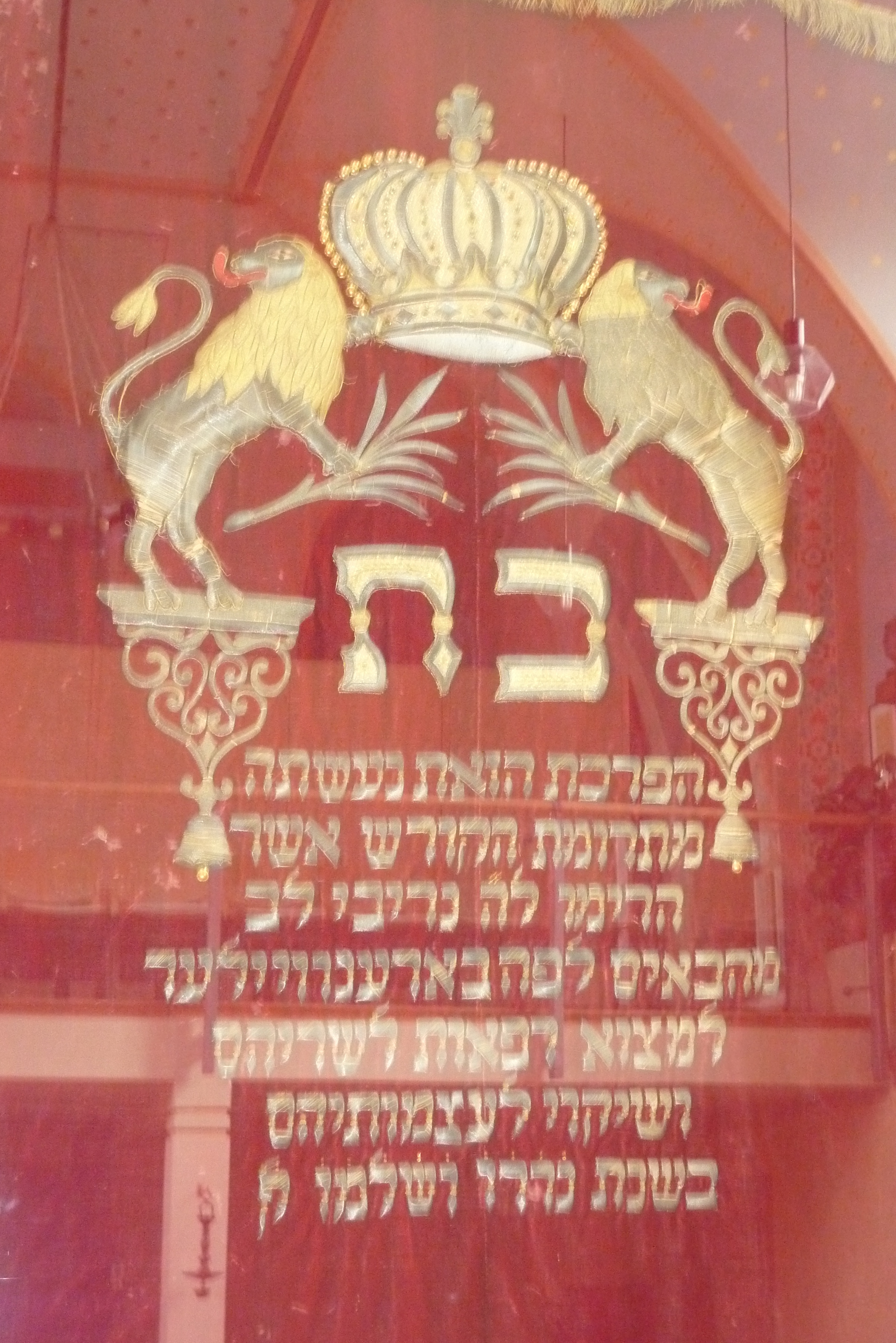
Par de leones heráldicos de Judá custodia la Corona de la Ley en una parojet,[32] Sinagoga Ehemalige en Bad Neuenahr-Ahrweiler, Toravorhang, Alemania, siglo XVIII.
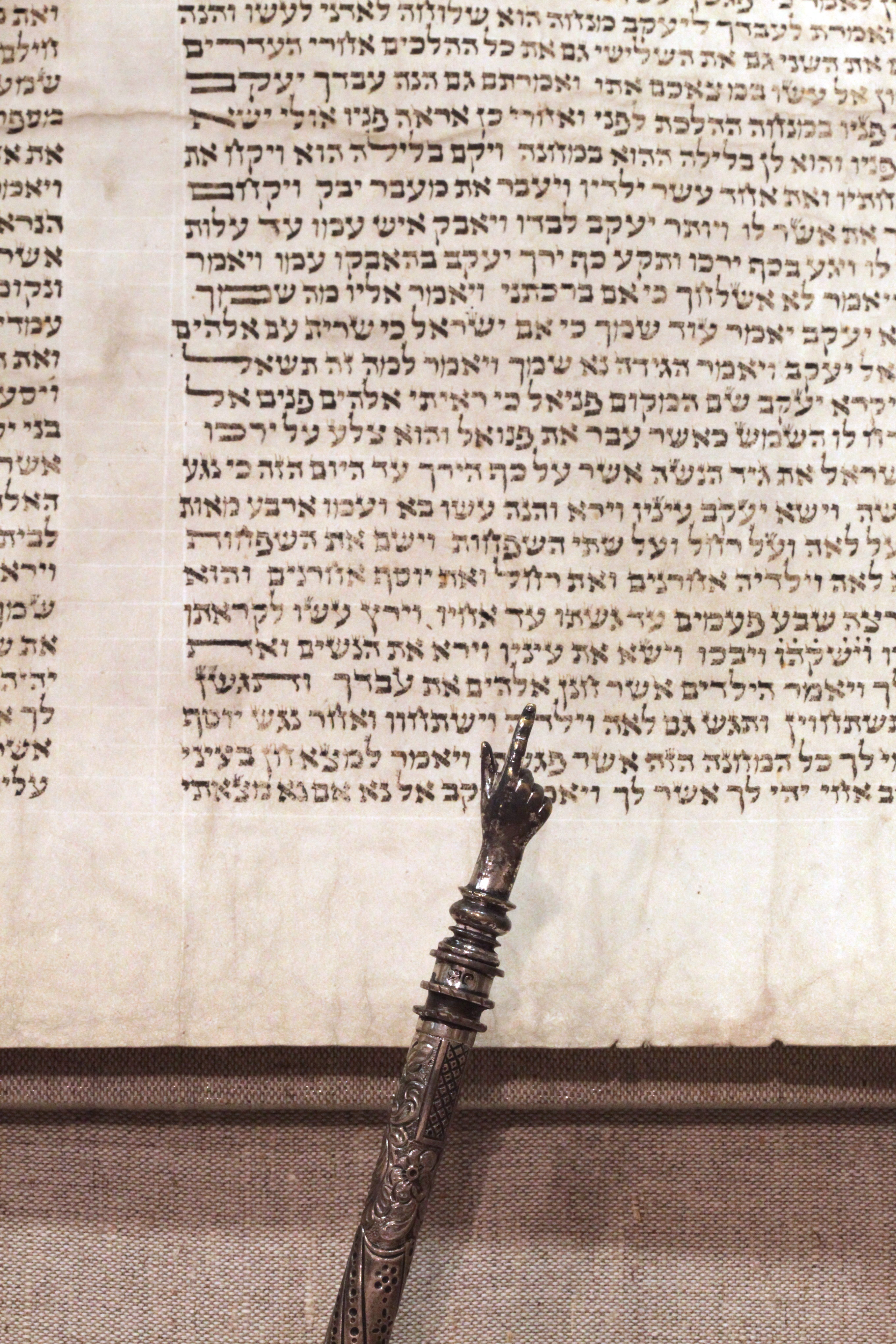
Yad o puntero de plata para asistir la lectura de la Torá, Francia, siglo XIX.
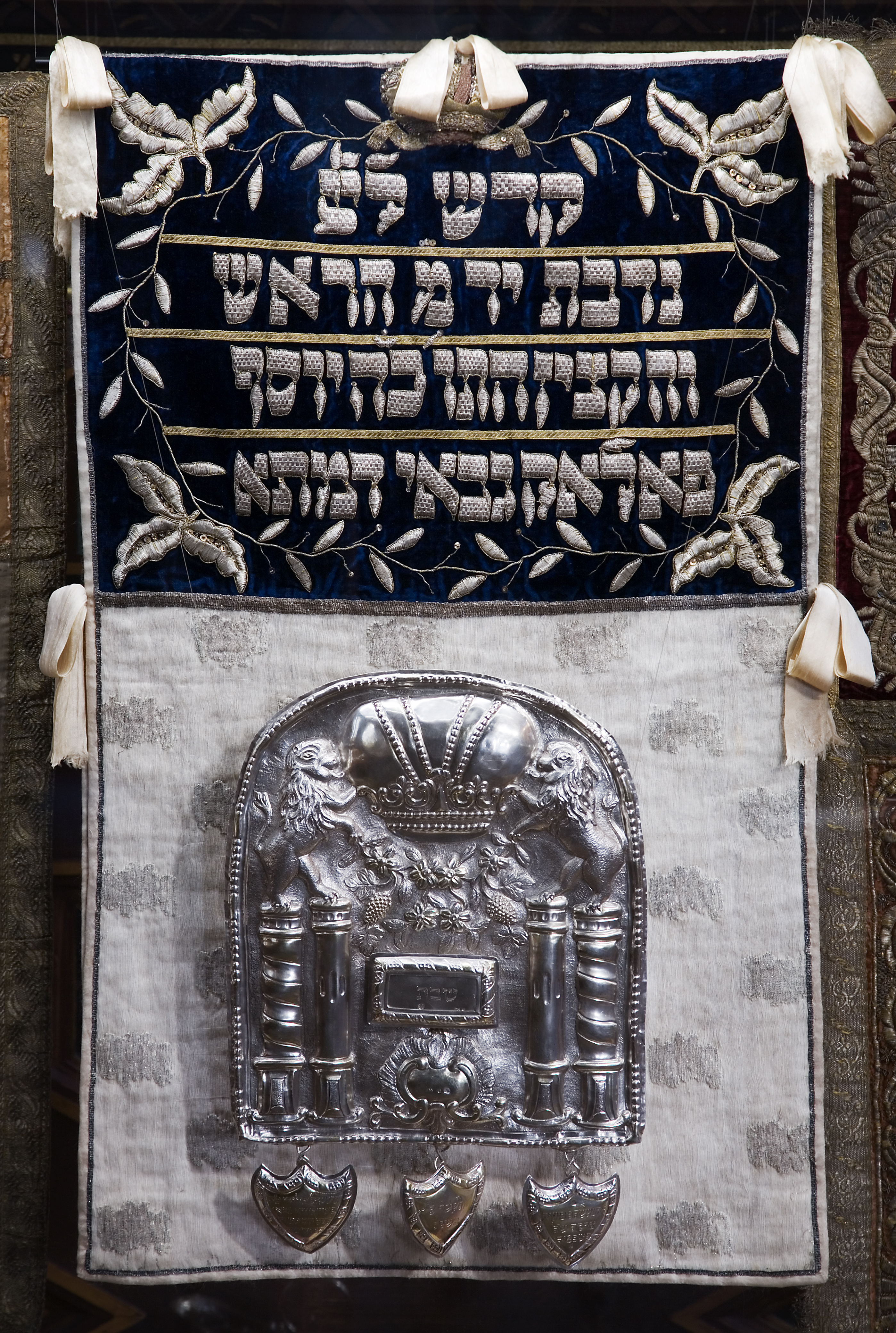
Pectoral de Torá. Sinagoga sefardí, Praga, c. siglos XVII-XVIII.
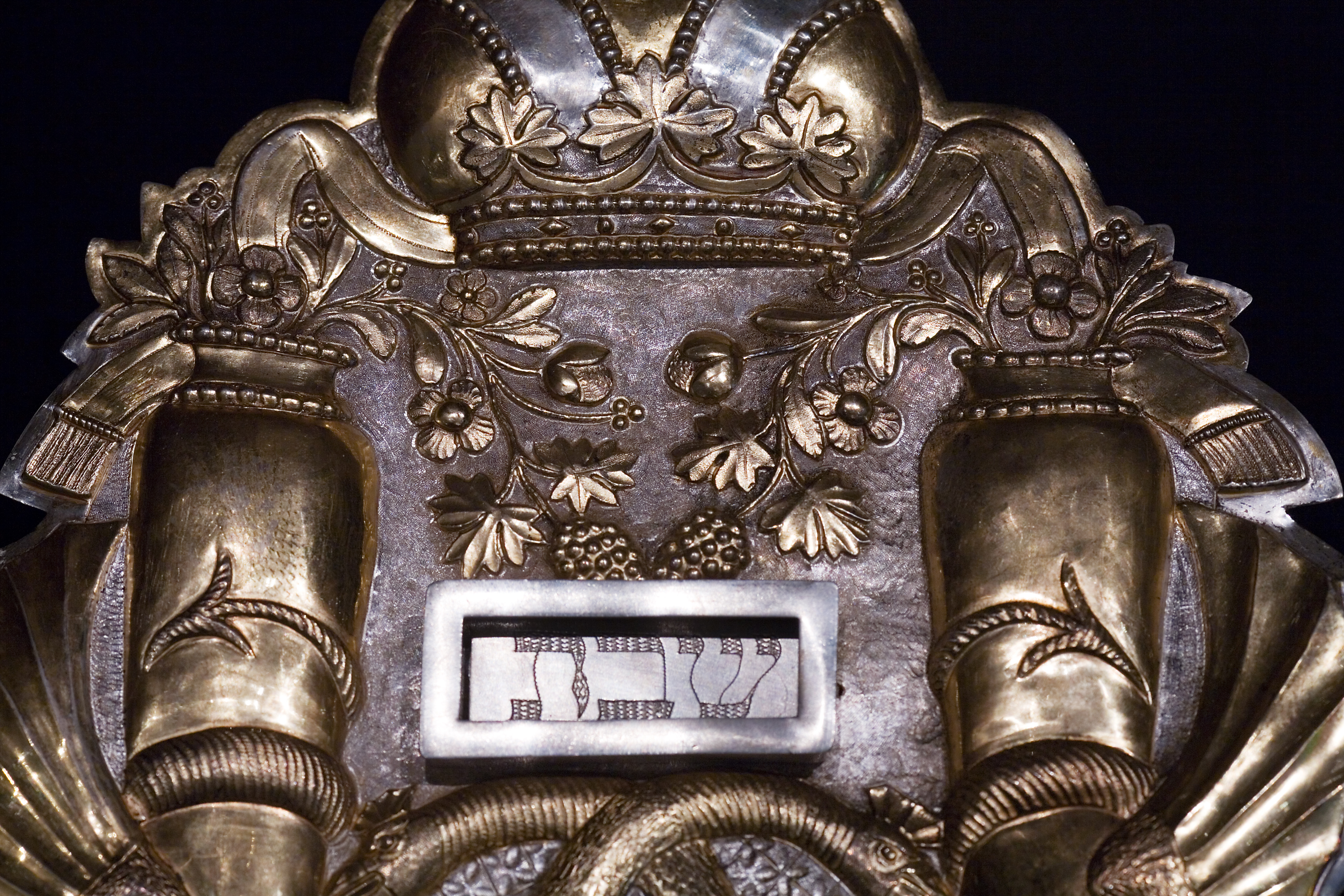
Detalle de pectoral para Torá, con la inscripción«Shabat» en hebreo. Sinagoga sefardí, Praga, c. siglo XVII.
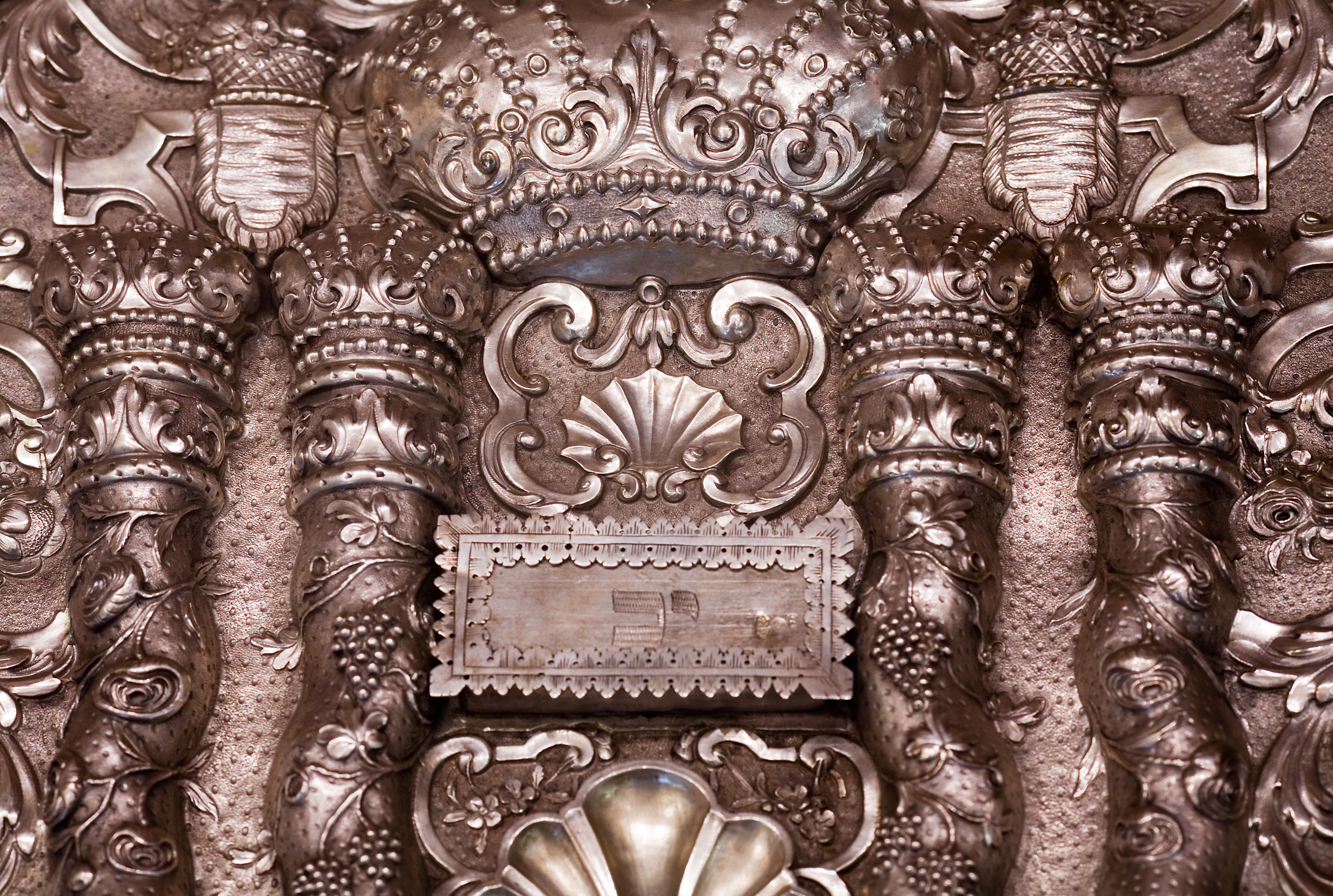
Detalle de pectoral para Torá. Sinagoga sefardí, Praga, siglo XVII-XVIII.
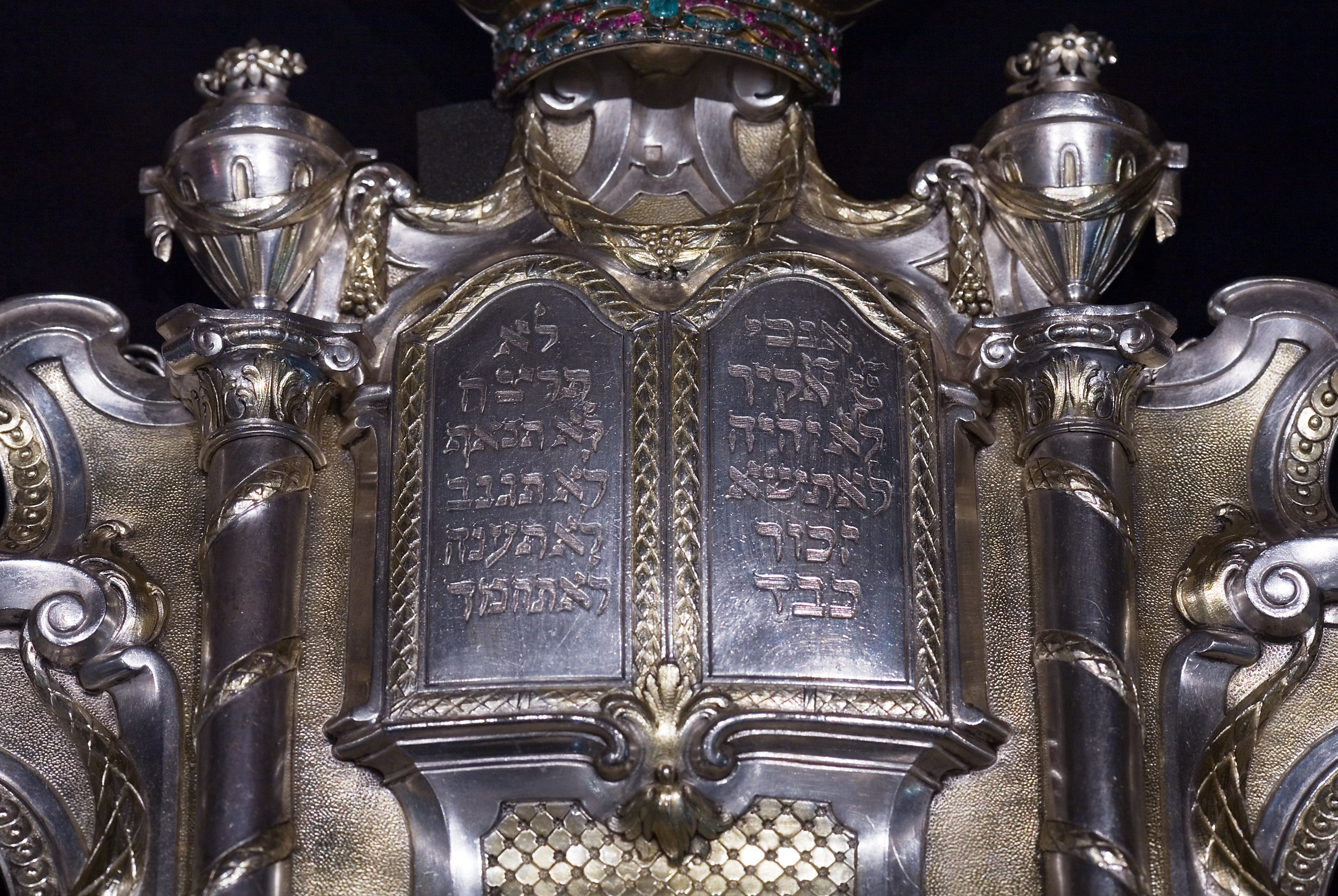
Detalle de pectoral para Torá con las Tablas de la Ley y los Diez Mandamientos en hebreo. Sinagoga sefardí, Praga, c. siglo XVIII-XIX.
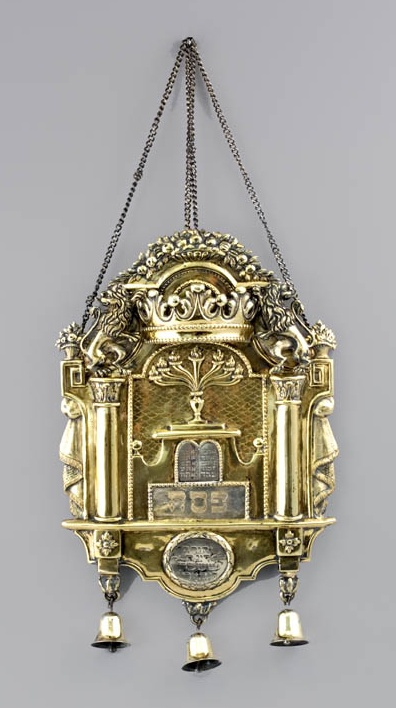
Pectoral para Torá, con corona soportada por leones de Judá, menorá, Tablas de la Ley y campanillas, 1788. Center for Jewish History, Nueva York.
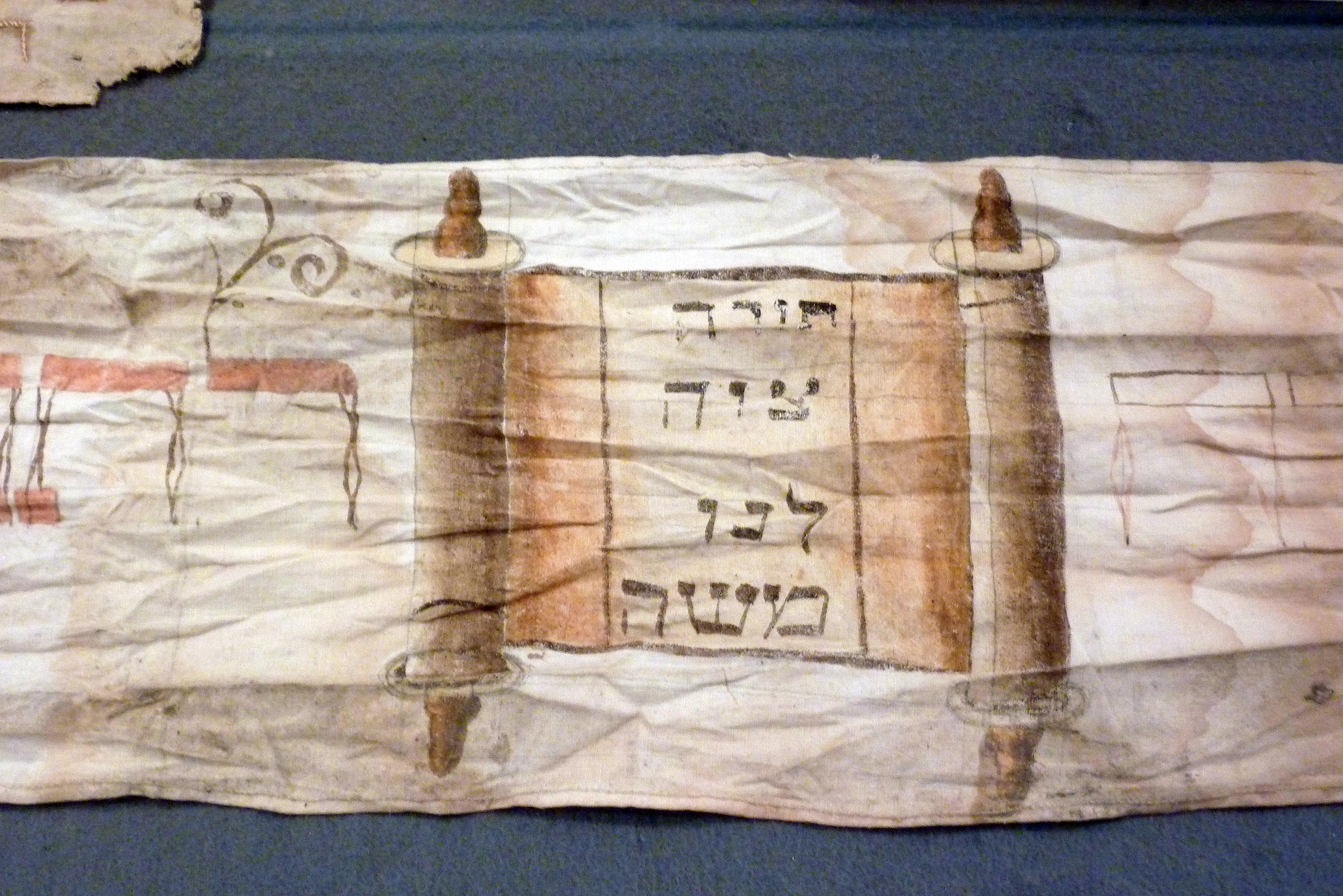
Motivo de Torá en «mapáh»,[33] con inscripción hebrea,[34] 1888. Sinagoga de Niederzissen, Renania-Palatinado, Alemania.
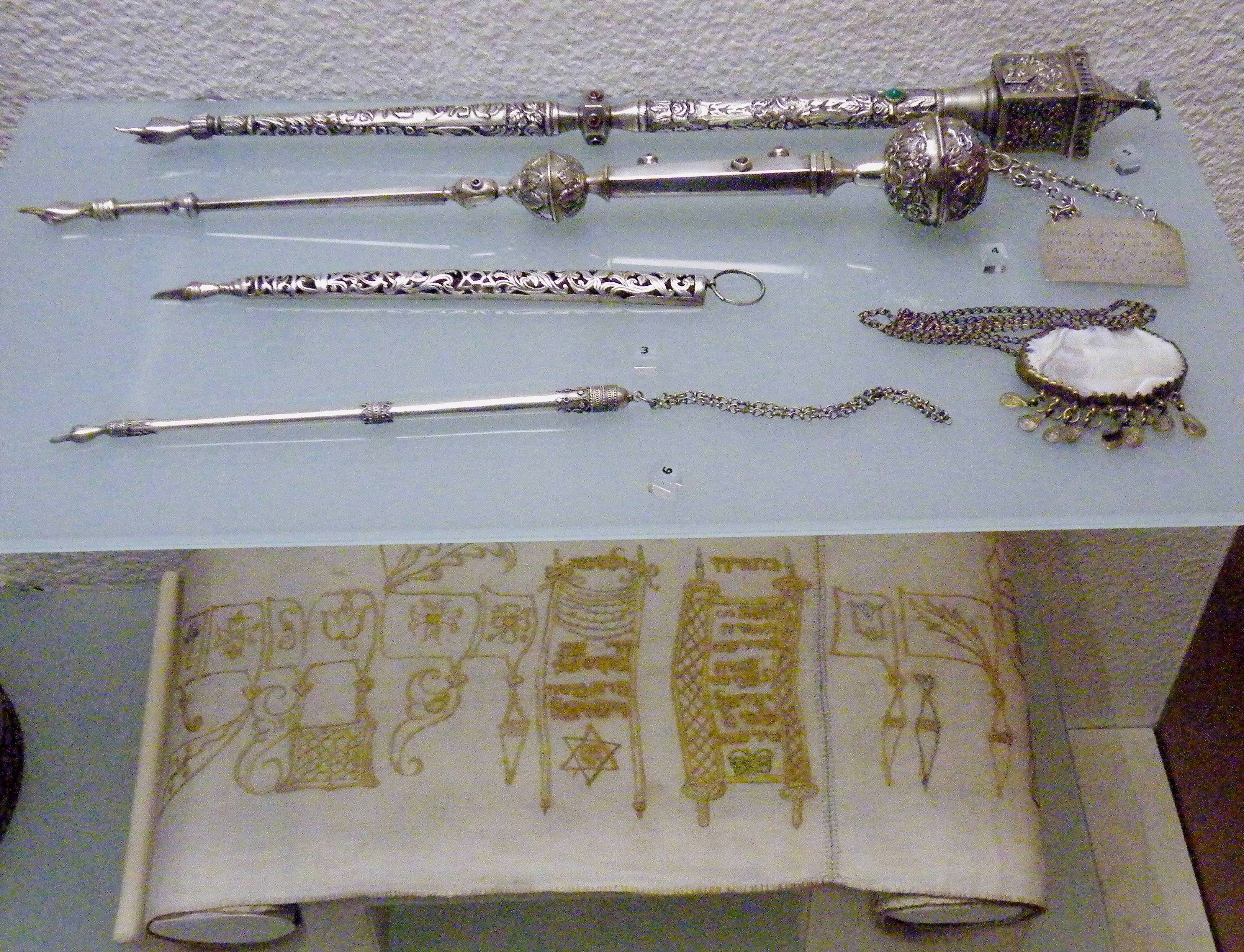
Punteros para la Torá o (yadayim), exhibidos sobre una «mapá» con el motivo de la Torá y texto hebreo bordados. Sinagoga del Tránsito, Toledo.
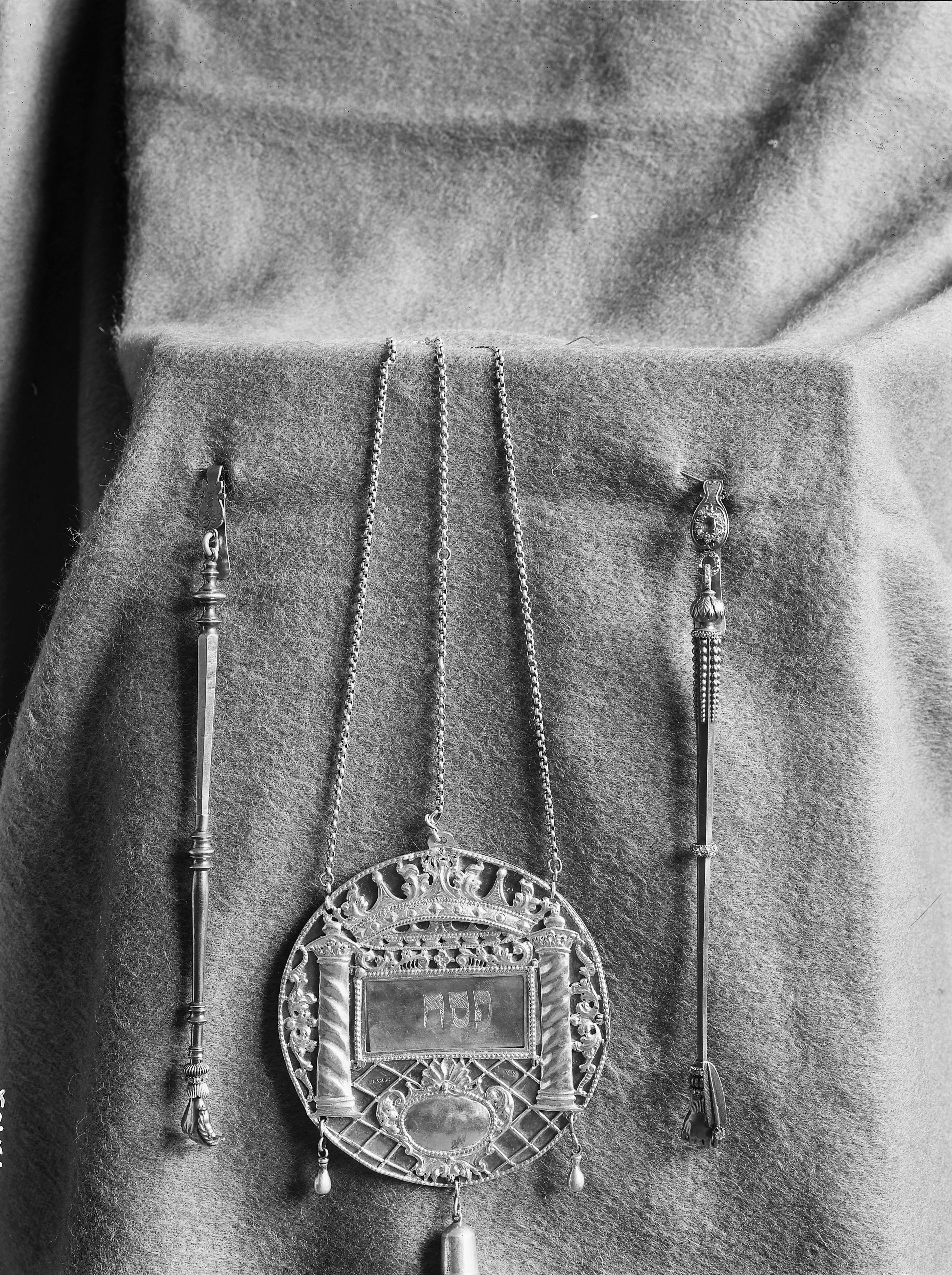
Punteros y medallón para la Torá. Sinagoga de Ámsterdam, 1912.
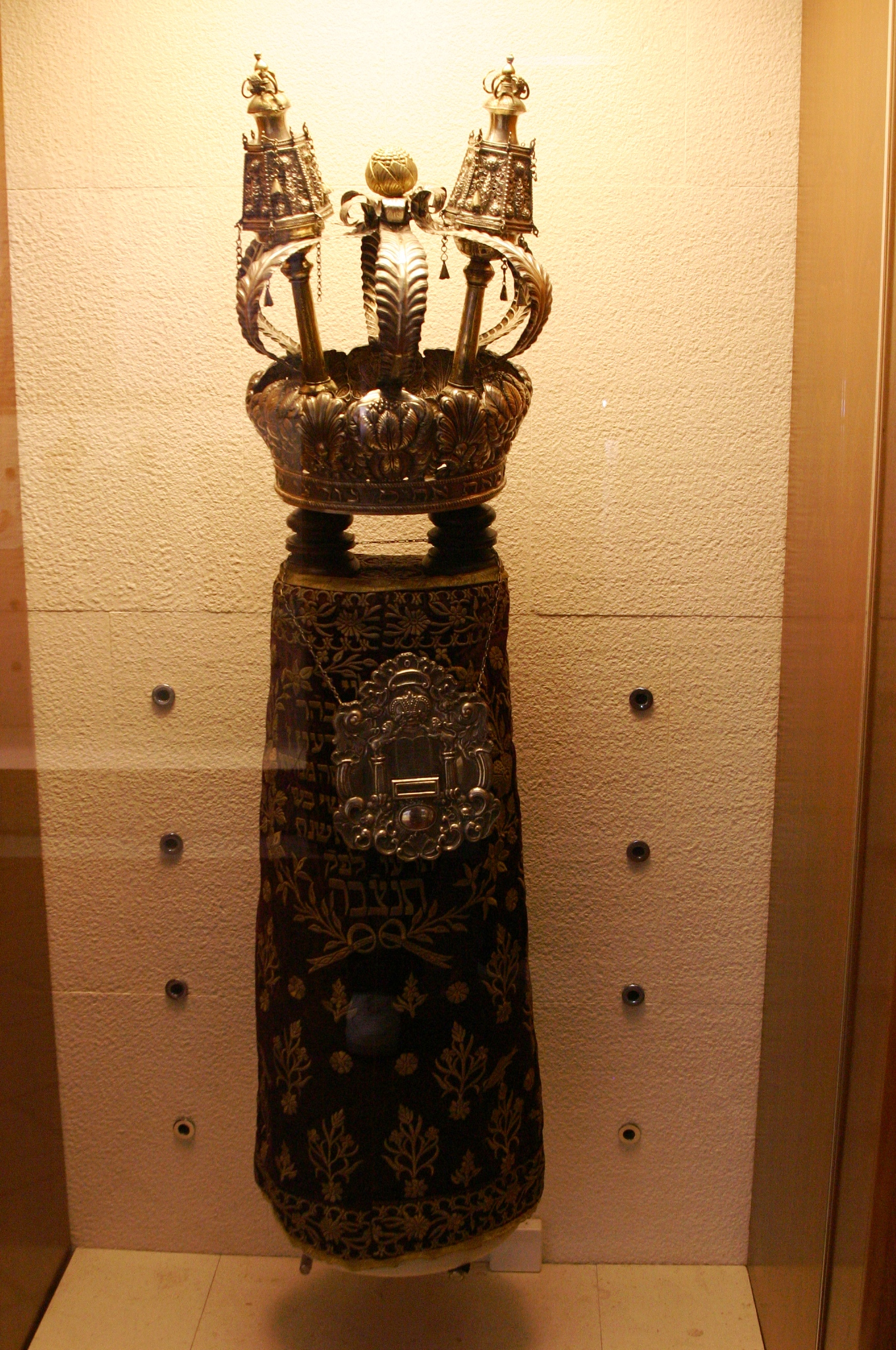
Arte sefardí. Torá con corona, pectoral y remates ornamentales. Preservada en el Museo Sefardí, Sinagoga del Tránsito, Toledo.
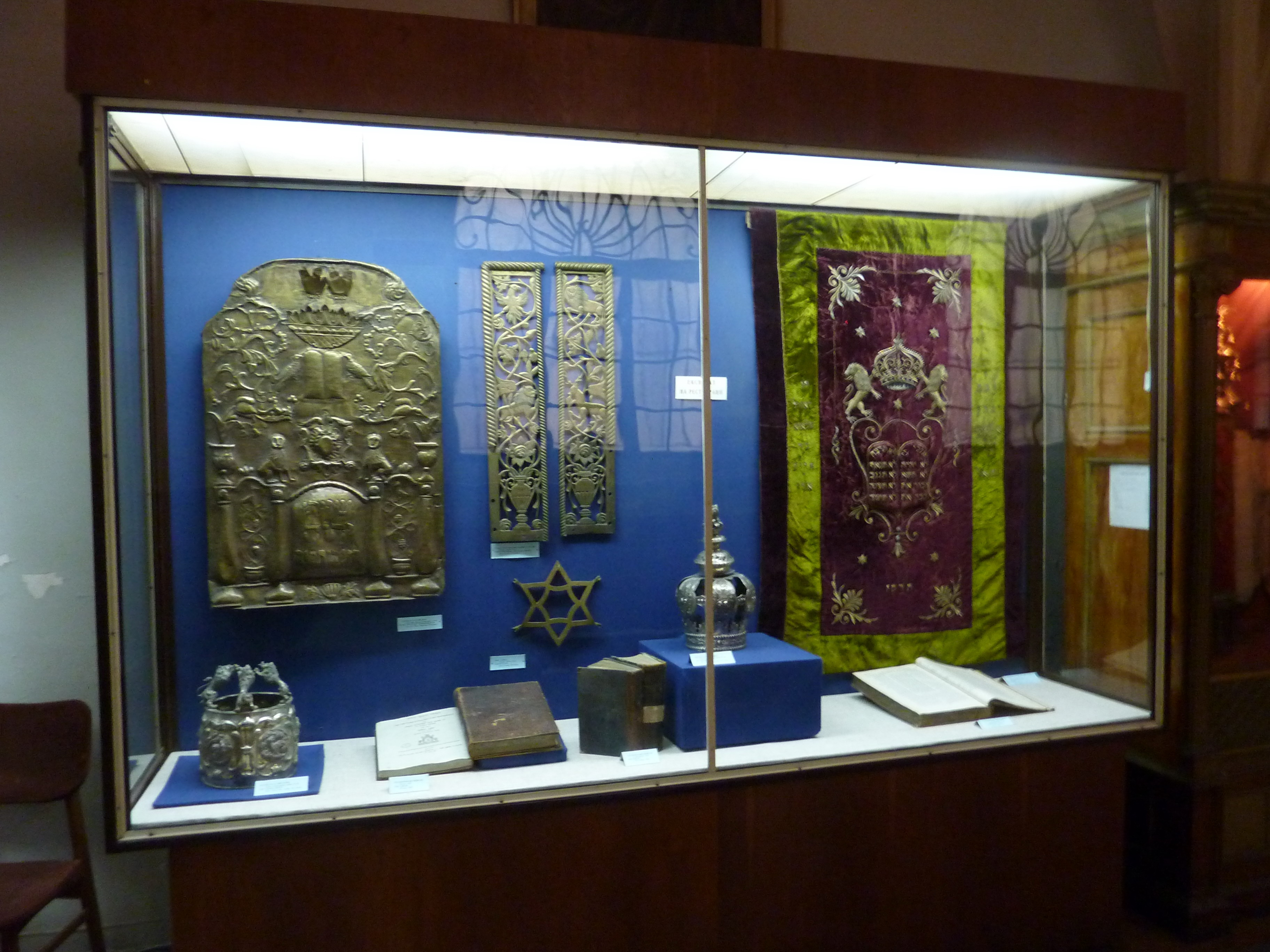
Componentes y ornamentos de la Torá, incluyendo coronas y pectorales, exhibidos como «judaica» en el Museo de la Religión en Lviv (Lwow), Ucrania, 2010.
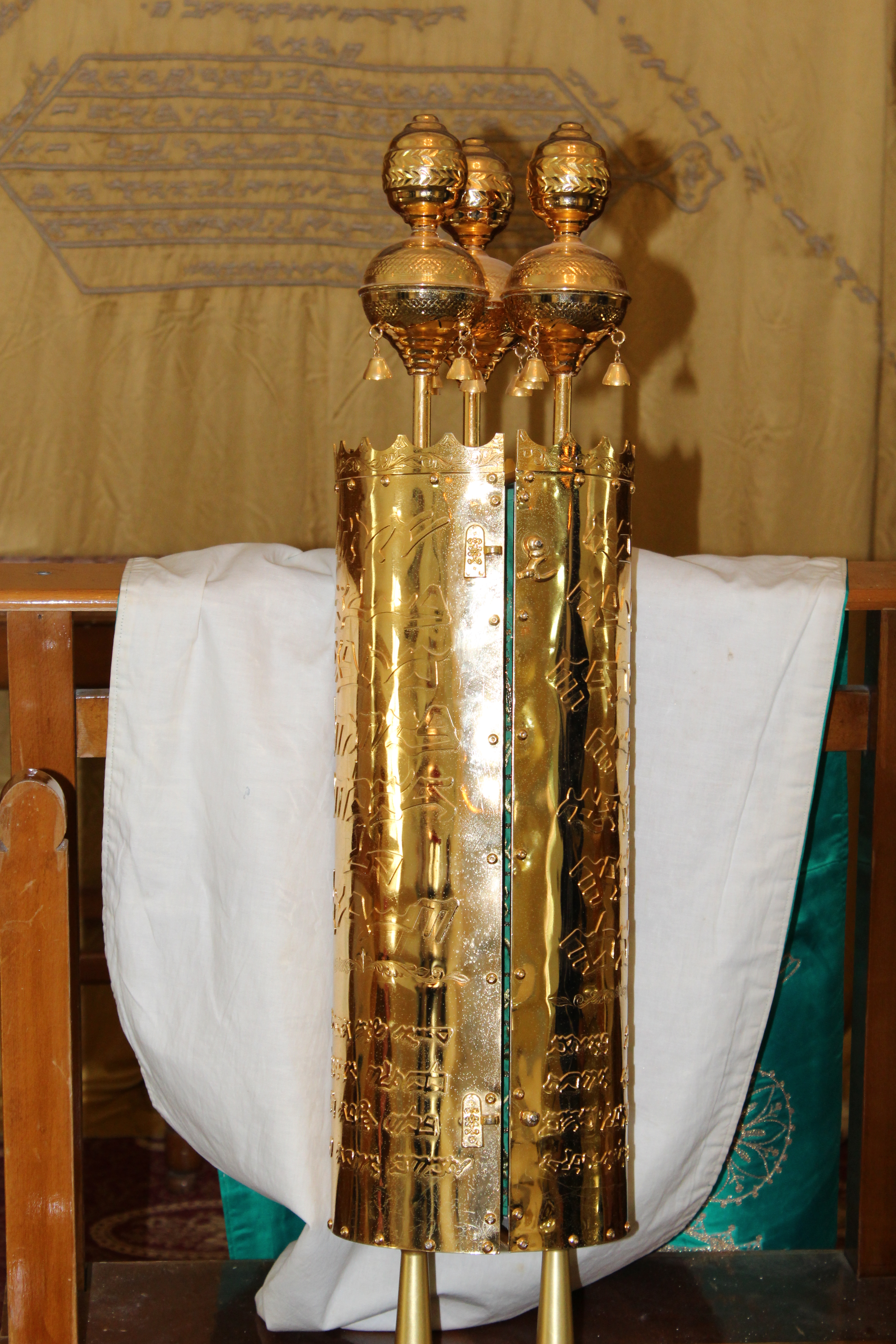
Rollo de Pentateuco samaritano cerrado en su arca propia, llamada «tebá».
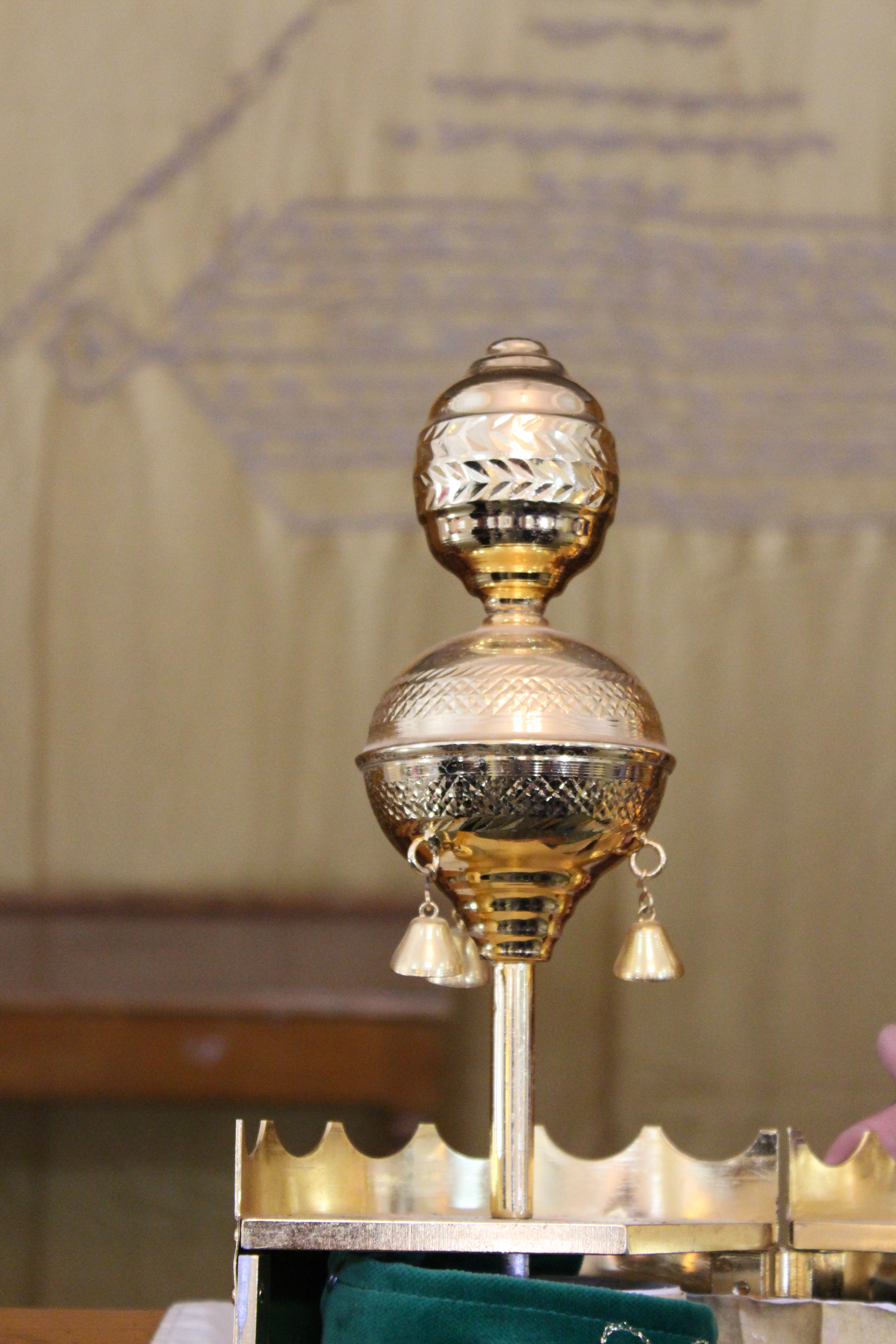
Remate ornamental de rollo de Pentateuco samaritano.

## En las artes visuales
En el marco del arte judío, la Torá, junto con el candelabro de siete brazos y la estrella de David, constituye uno de los principales símbolos identitarios del pueblo de Israel. Su lugar en la iconografía hebraica y sus composiciones plásticas es por lo general prominente. En términos visuales, la Torá es indefectiblemente asociada a la idea de Ley y tiende a ser representada de dos motivos principales: uno de ellos es el de las dos Tablas de la Ley con los Diez Mandamientos (en hebreo, «Tablas del Pacto», לוחות הברית); el otro recurre a la imagenería de los tradicionales rollos bíblicos que los judíos emplean para preservar el texto bíblico hebreo y a los que los israelitas sencillamente denominan «ha-Torá» (la Ley).

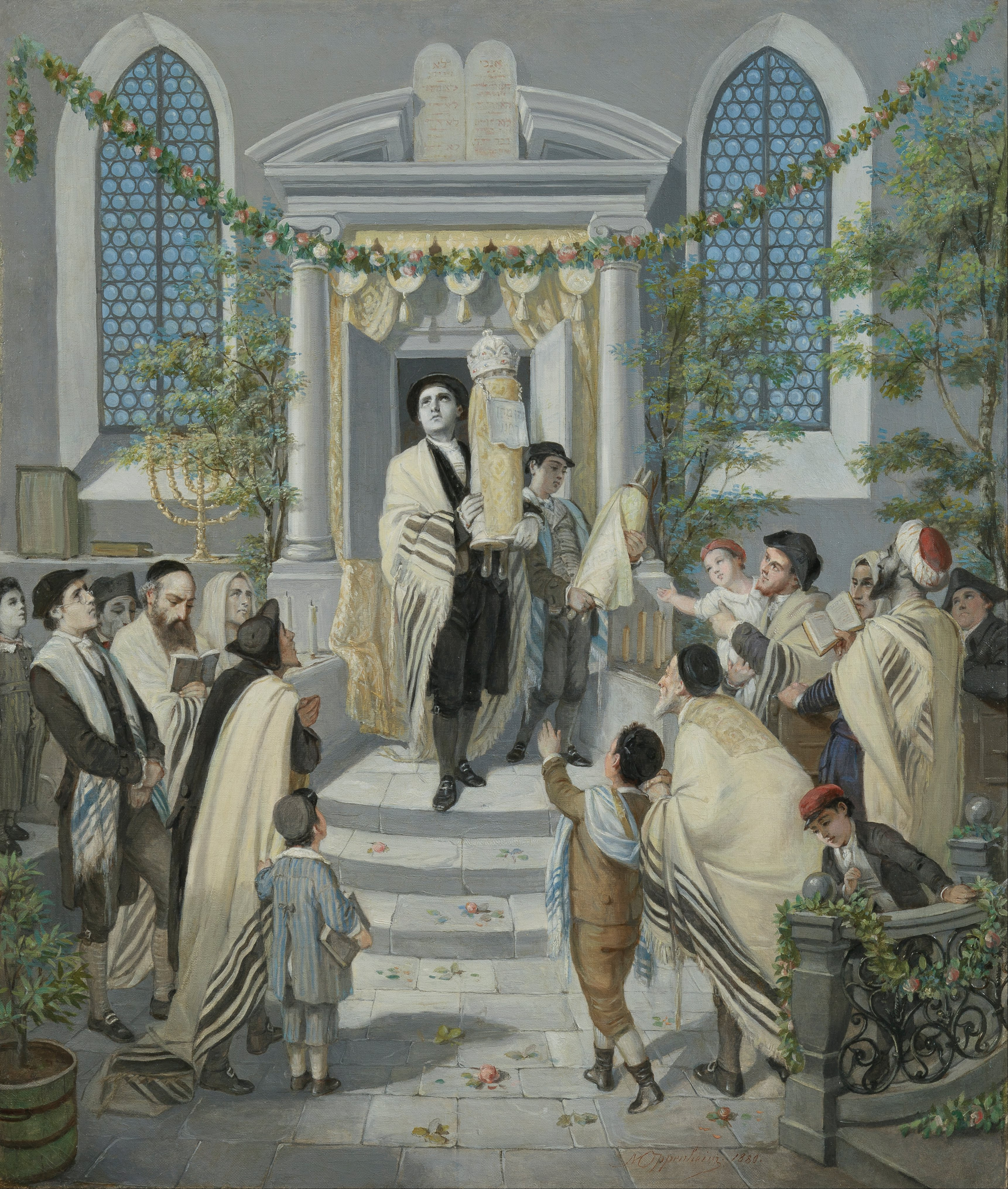
Ambos motivos figuran en esta pintura. Moritz Daniel Oppenheim, Shavuot (Conmemoración del Recibimiento de la Ley y Fiesta de las Primicias), 1873.[36] The Jewish Museum, Nueva York.
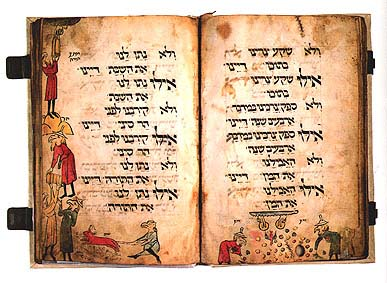
Los hebreos recolectan el maná (derecha) y Moisés recibe la Ley (izquierda). Hagadá de los Pajaritos (Pésaj), Alemania, c. 1300.
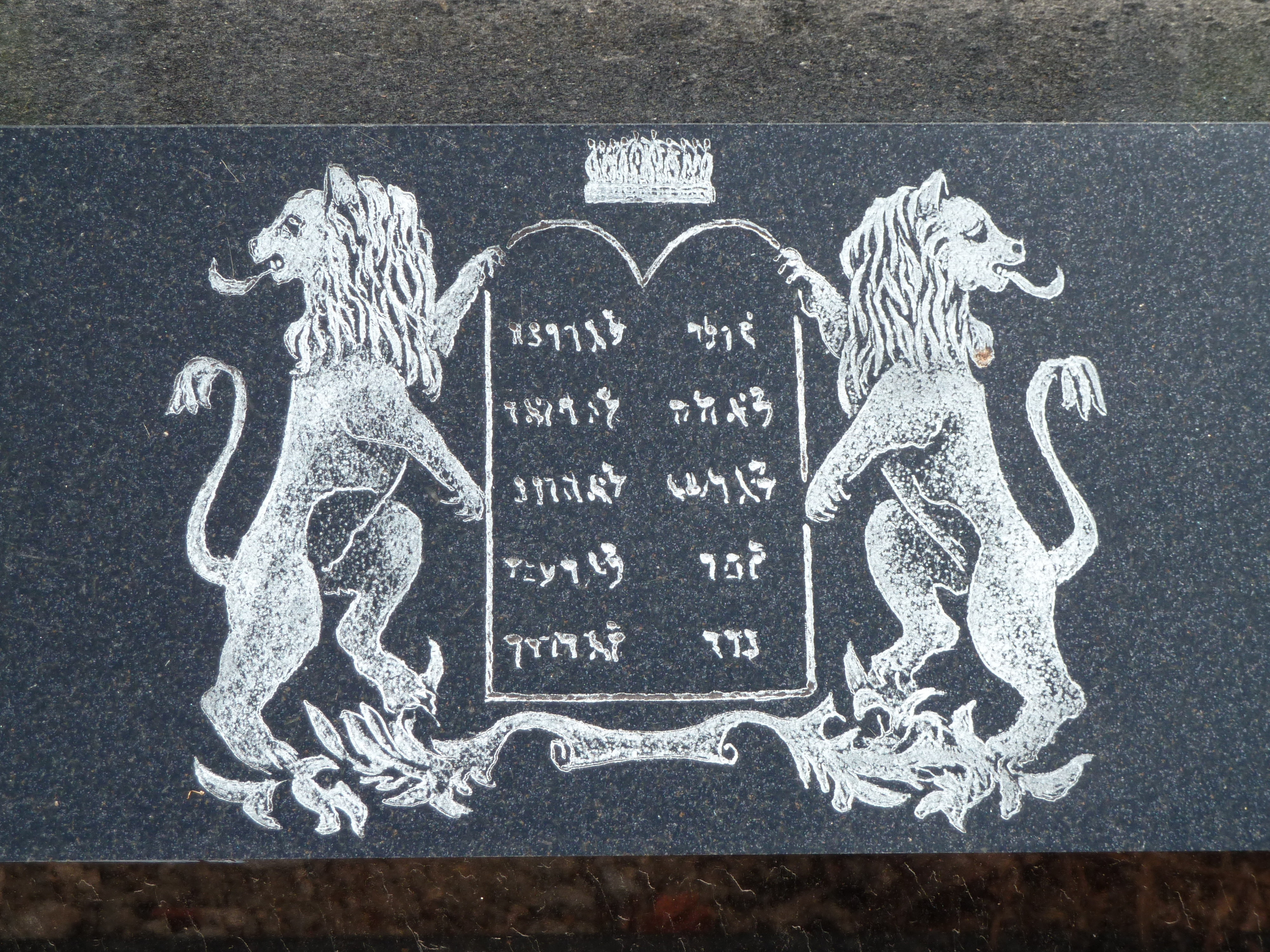
Tablas de la Ley, custodiadas por rampantes leones Judá. Cementerio judío de Thiais, Francia.
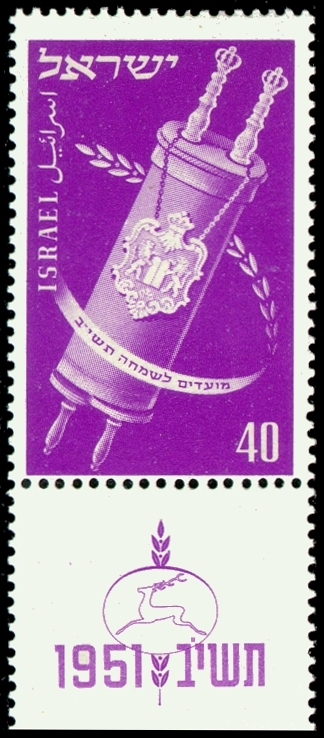
Torá en una estampilla israelí de 1951.
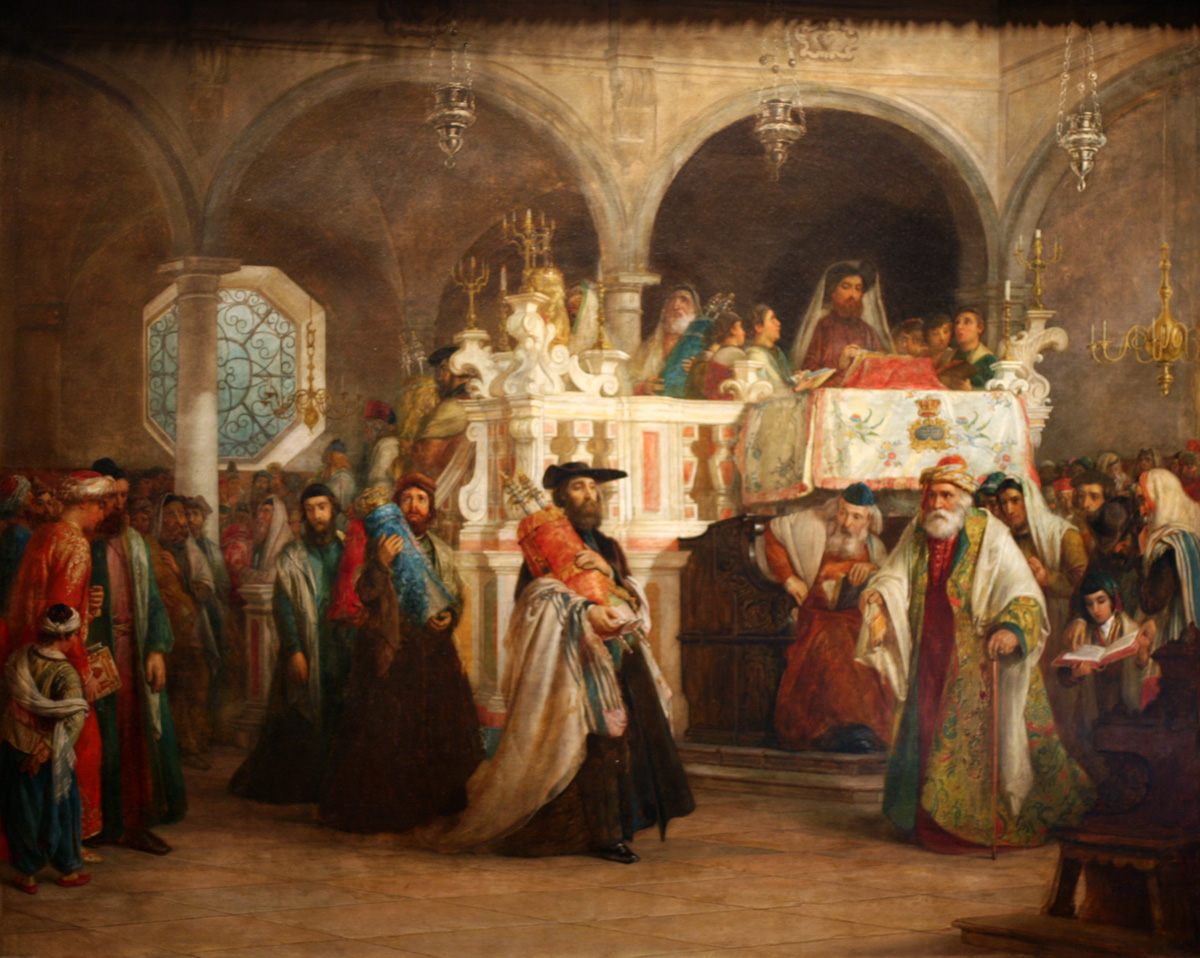
Solomon Alexander Hart, Simjat Torá o La Celebración de la Alegría de la Torá en la Sinagoga de Livorno, Italia, óleo, 1850. The Jewish Museum, Nueva York.
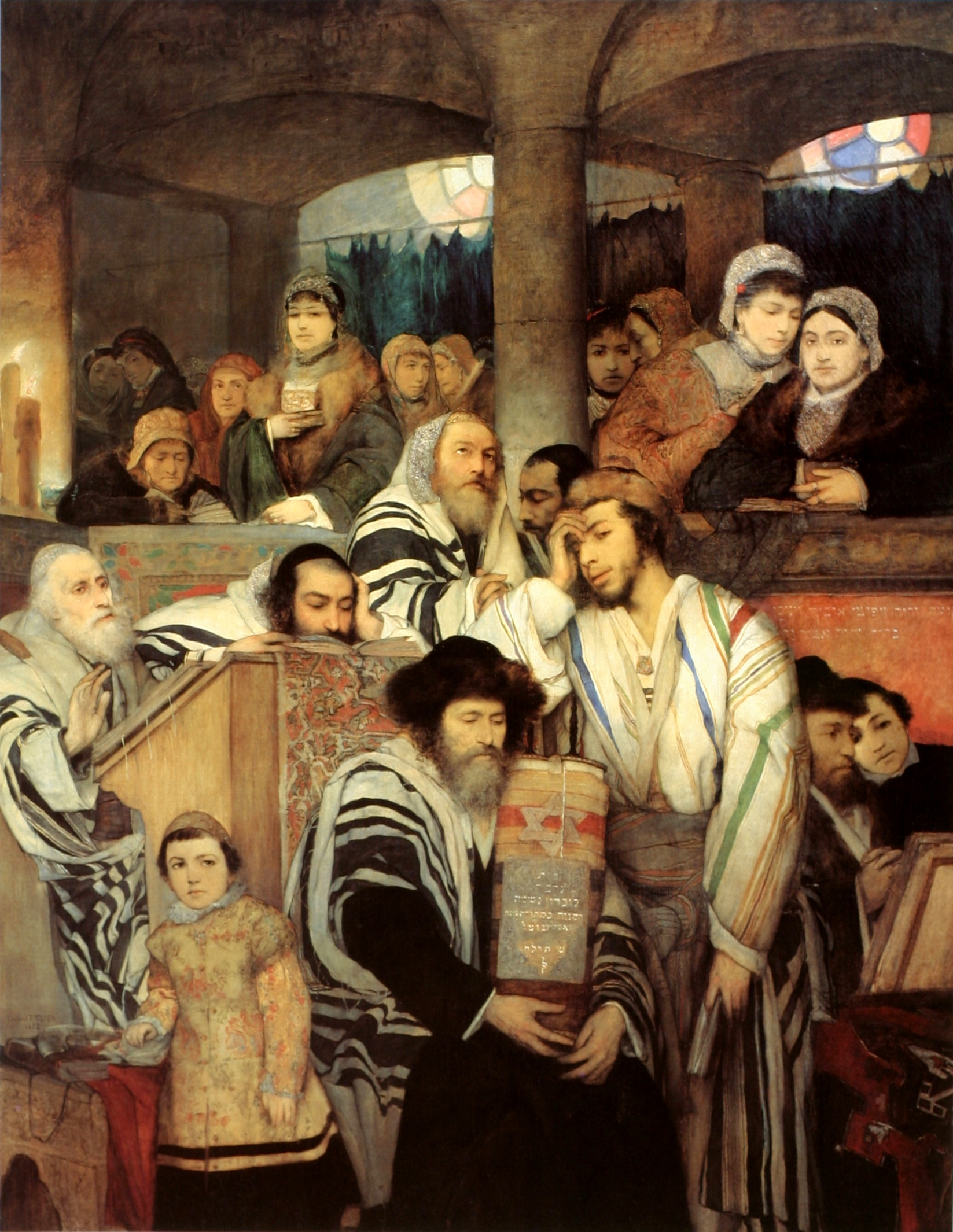
Maurycy Gottlieb, Judíos orando en la sinagoga en Yom Kipur, óleo, 1878. Museo de Arte de Tel Aviv, Israel.
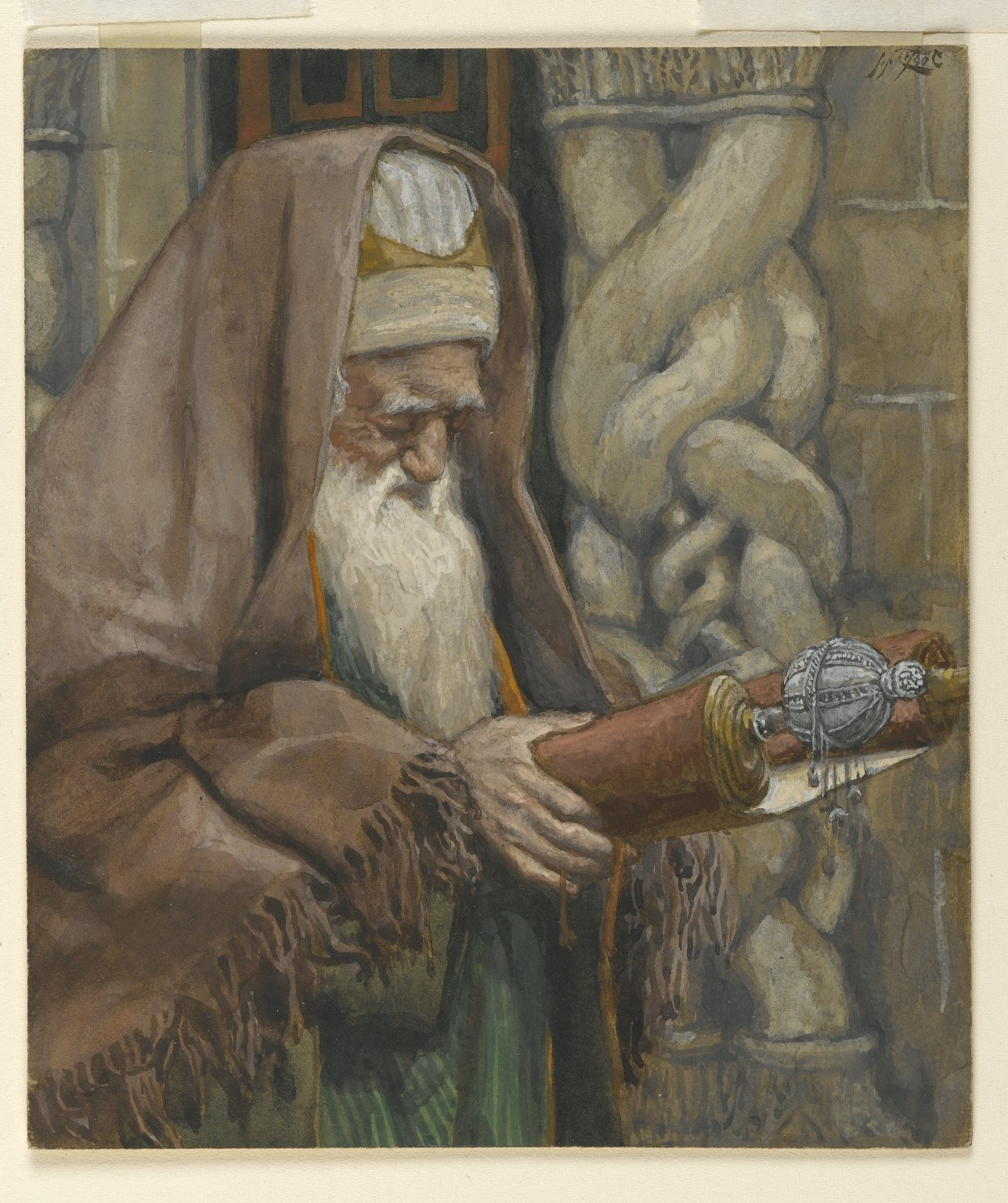
James Tissot, El anciano Simeón leyendo la Torá, 1886-1894. Museo de Brooklyn.
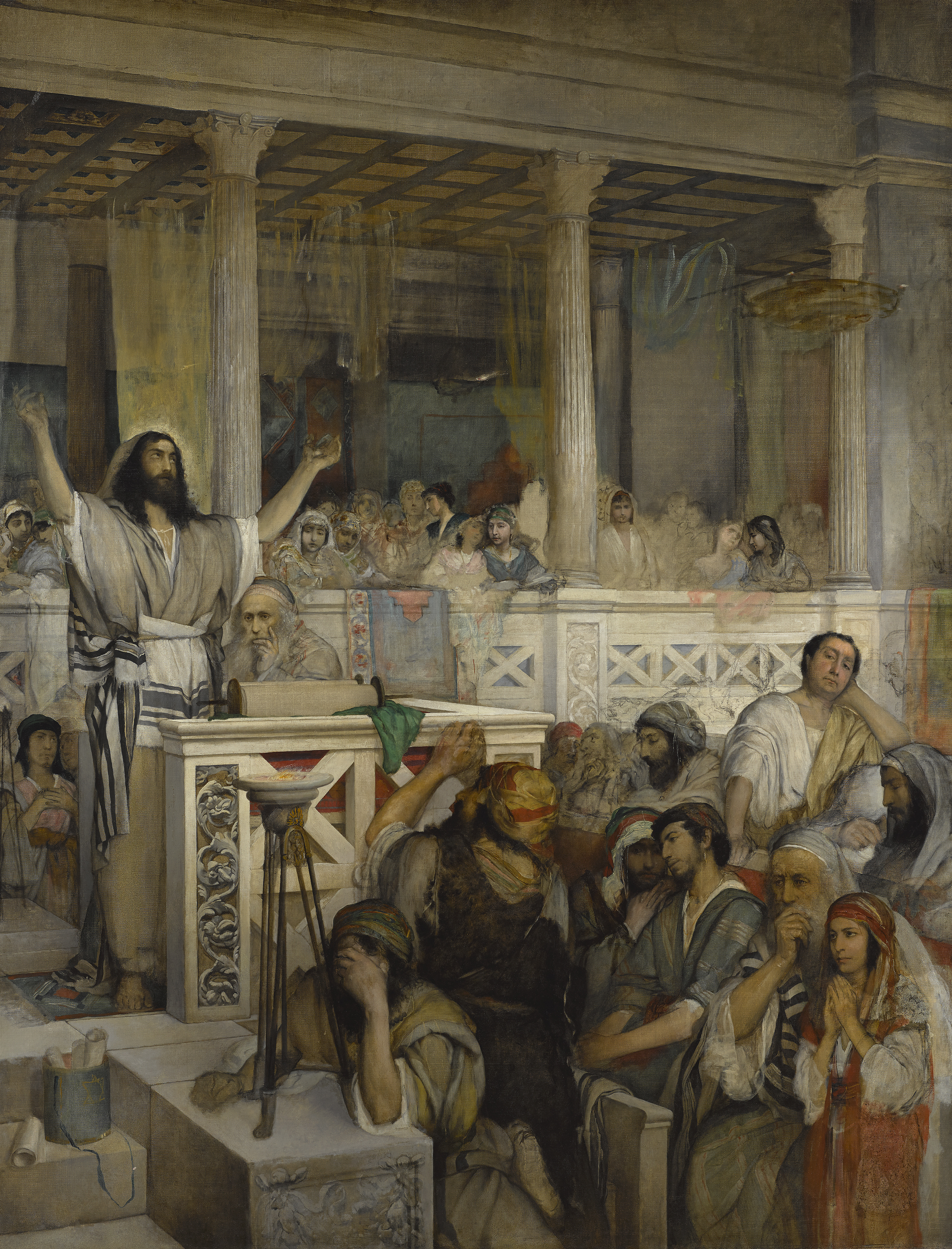
Maurycy Gottlieb, Cristo predicando en Cafarnaúm, 1878. Museo Nacional, Varsovia.
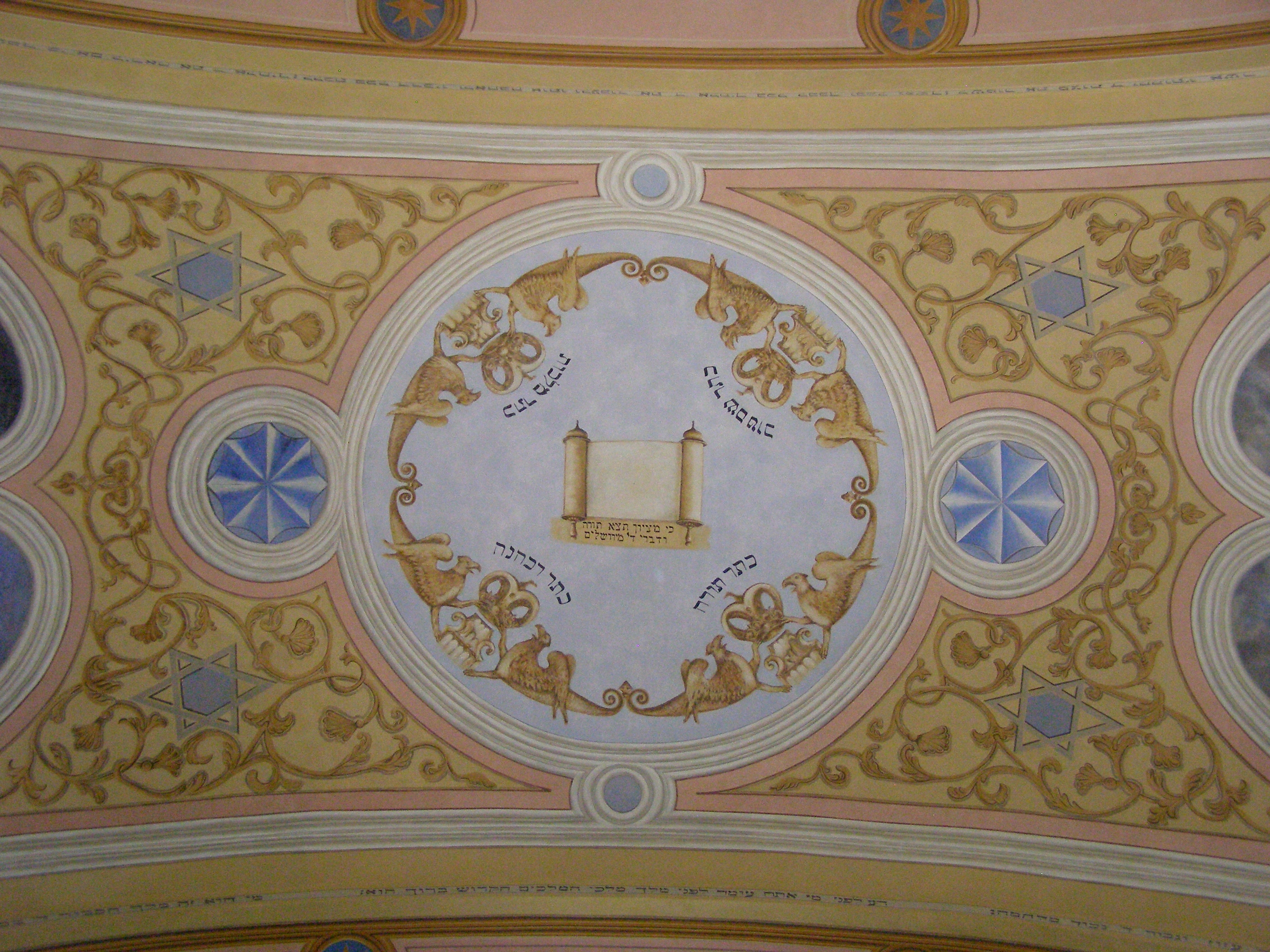
Torá rodeada por sus cuatro coronas soportadas por pequeños grifos ornamentales. Fresco del cielorraso de la Sinagoga Dabrowa Tarnowska, Polonia.
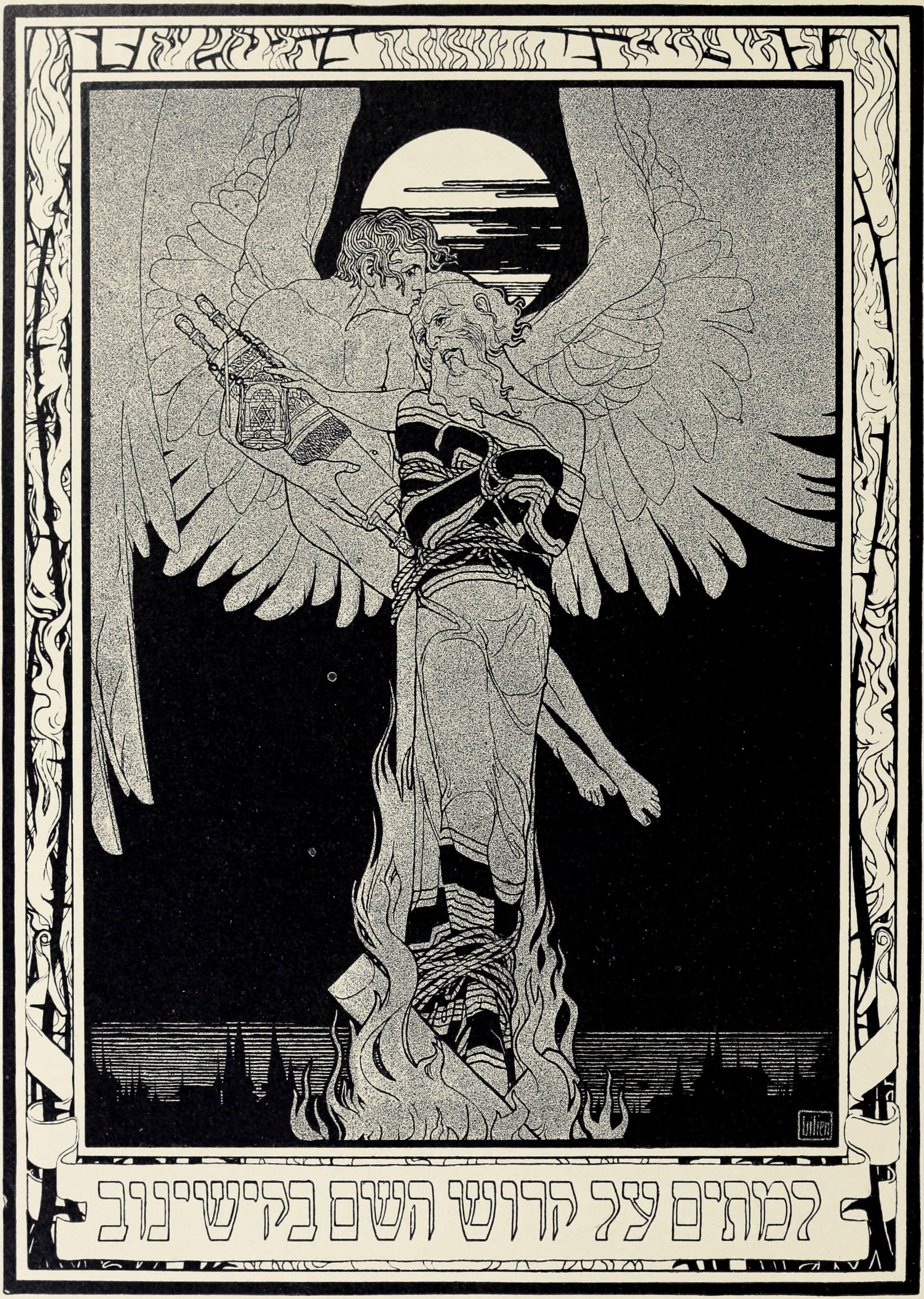
Ephraim Moses Lilien, A quienes murieron santificando el Nombre [de Dios] en Kishinev, estampa en memoria de los mártires del pogromo de Kishinev (Chisináu), estampa, 1903.
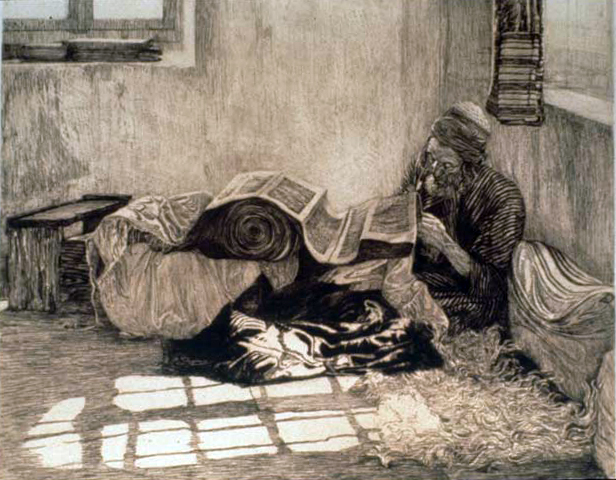
Ephraim Moses Lilien, Sofer cosiendo los pergaminos de una Torá, grabado, c. 1920-1924.
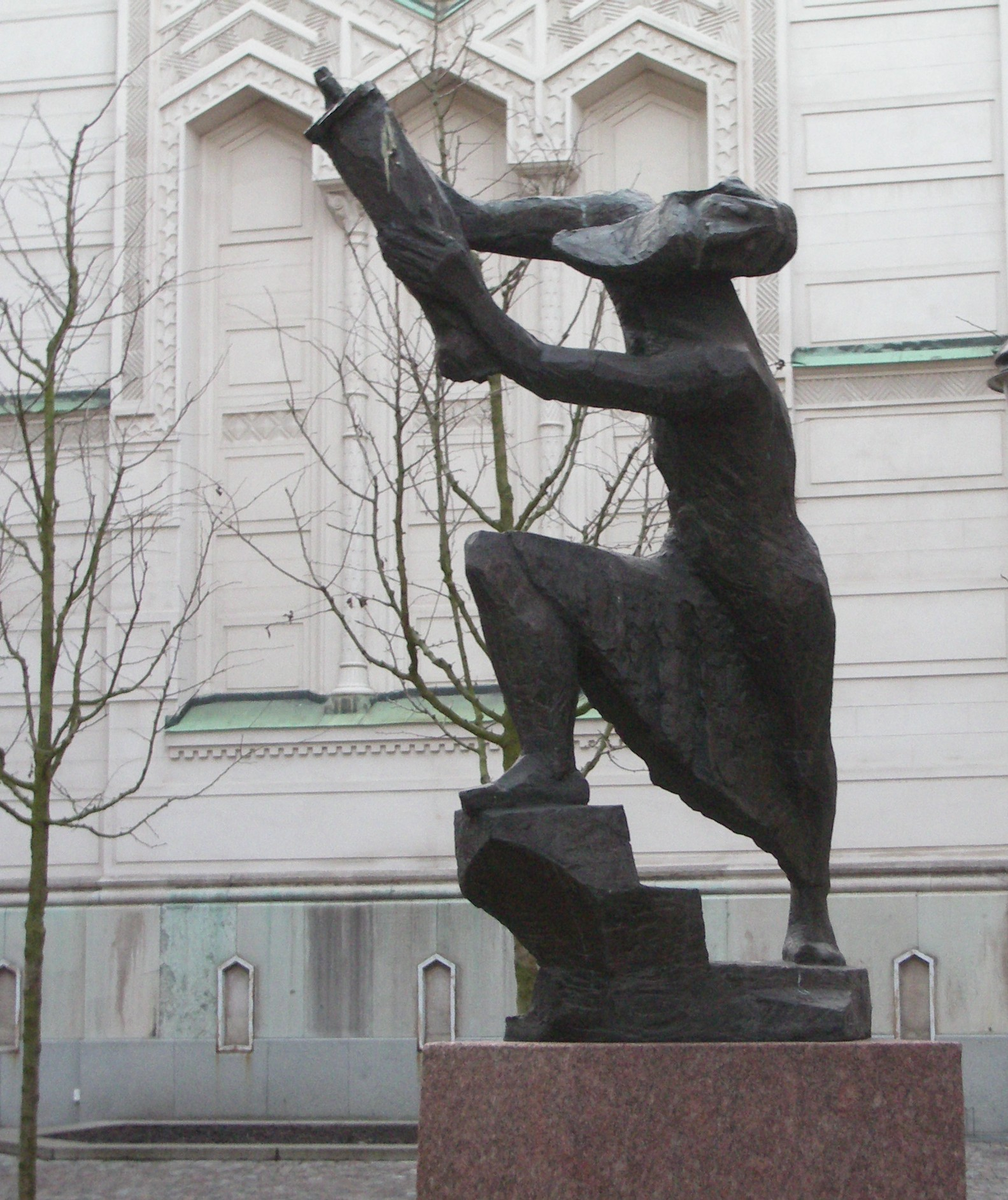
Willy Gordon, El vuelo con la Torá, 1945.[40] Escultura junto a la Sinagoga de Estocolmo.

## Traducciones y versiones cristianas de la Torá
Alrededor del siglo III a. C., el texto de Tanaj se tradujo al griego para el uso de las comunidades judías que residían en las colonias griegas del Mediterráneo. La versión resultante, conocida como la Septuaginta, contiene importantes variaciones y adiciones con respecto al texto canónico de la versión hebrea. De acuerdo a la tradición crítica (ver infra), esto se debe a que la Septuaginta proviene de un canon textual distinto al que compilaron los masoretas para producir la versión hebrea. Según la tradición rabínica, sin embargo, éstos son añadidos posteriores. A pesar de ser la versión de uso común en la iglesia de su día, y endosada por padres antiguos incluyendo Agustín de Hipona, Jerónimo de Estridón no utilizó la Septuaginta para redactar la Vulgata latina, el texto propio de la religión católica, optando más bien utilizar el texto hebreo Masorético.
En las comunidades judías de Israel y Babilonia, el texto del Tanaj se tradujo al arameo, el idioma cotidiano de los israelitas, para propósitos de estudio y comentario. Las versiones arameas de la Torá se conocen como targumim; el más conocido es el targum de Ónkelos el prosélito, escrito en la comunidad de Babilonia, aún utilizado para el estudio y la solución de cuestiones de etimología. Existe también un targum jerosolimitano (targum Ierushalmi), compilado en Israel. Los targumim contienen numerosos comentarios y glosas además de la traducción del texto bíblico.

## Datación
La mayoría de los eruditos bíblicos creen que los libros escritos fueron producto del cautiverio babilónico (~siglo VI a. C.) basado en fuentes escritas anteriores y tradiciones orales, y que se completó con revisiones finales durante el período posterior al exilio (~siglo V a. C.).
Según la tradición judía; todas las enseñanzas que se encuentran en la Torá  (tanto escritas como orales) fueron dadas por Dios a través de Moisés, algunas en el Monte Sinaí y otras en el Tabernáculo. Según el Midrash, la Torá se originó antes de la creación del mundo y se utilizó como modelo para la Creación.
Compilación
La Torá final es ampliamente vista como un producto del período persa (539-332 a. C., probablemente 450-350 a. C.). Este consenso se hace eco de una visión judía tradicional que le da a Esdras, el líder de la comunidad judía a su regreso de Babilonia, un papel fundamental en su promulgación. Se han propuesto muchas teorías para explicar la composición de la Torá, pero dos han sido especialmente influyentes. La primera, la autorización imperial persa, presentada por Peter Frei en 1985, sostiene que las autoridades persas exigieron a los judíos de Jerusalén que presentaran un solo cuerpo legal. La teoría fue demolida en un simposio interdisciplinario celebrado en el 2000, pero la relación entre las autoridades persas y Jerusalén sigue siendo una cuestión crucial. La segunda teoría, asociada con Joel P. Weinberg y denominada «Comunidad Ciudadana-Templo», propone que la historia del Éxodo se compuso para satisfacer las necesidades de una comunidad judía post-exílica.
Una minoría de eruditos situaría la formación final de la Torá algo más tarde, en el período helenístico (332-164 a. C.) o incluso asmoneo (140-37 a. C.). Russell Gmirkin, por ejemplo, aboga por una datación helenística sobre la base de que los papiros elefantinos, los registros de una colonia judía en Egipto que datan del último cuarto del siglo V a. C., no hacen referencia a una Torá escrita, el Éxodo o a cualquier otro evento bíblico.
Otra minoría de eruditos situaría la composición de la Torá en una época pre-exílica. Jeffrew L. Morrow y John Bergsma, por ejemplo, abogan por una datación anterior al reinado de David sobre la base de que en la Torá no se mencionan a Sion ni a Jerusalén (ciudad que era capital de Judá desde los tiempos de dicho monarca). El hebraísta Aaron D. Hornkohl sostiene que el idioma hebreo en que está escrito el Pentateuco es más antiguo que el de otros libros bíblicos pre-exílicos y que parece contener elementos datados en la época pre-monárquica del antiguo Israel.

### Hipótesis documentaria
Una teoría que intenta explicar el origen de la Torá es la llamada hipótesis documentaria. Sostiene que el texto actual es el resultado de una compilación, realizada en Israel alrededor de la época de Esdrás el escriba, a partir de no menos de cuatro fuentes distintas, cada una de las cuales relataba la historia completa de Israel.
Dos de las fuentes, los textos yavista y eloísta, provendrían de la época de la división del legado de Salomón a los reinos de Judá e Israel. Otra, el texto sacerdotal, correspondería a una primera compilación realizada por los escribas del rey Ezequías. Finalmente, el Deuteronomio y otros fragmentos habrían sido redactados por los escribas del rey Josías y por la escuela que siguió sus puntos de vista teológicos durante el exilio y después de este. Tras el regreso a Israel, las diferentes tradiciones habrían sido homogeneizadas y recopiladas por los sacerdotes.
La hipótesis documentaria se apoya en los rasgos idiomáticos distintivos de los diversos fragmentos (en particular el nombre utilizado para mencionar a Yahvé en el libro del Génesis, distinción que desaparece a partir del libro del Éxodo), en las repeticiones y contradicciones del texto, en otras variaciones conceptuales y en las relaciones con los mitos de otras religiones contemporáneas para establecer esta división.
En una u otra forma, esta teoría es aceptada por estudiosos laicos y creyentes, entre ellos determinados musulmanes. No obstante, la hipótesis documentaria siempre ha generado acalorado debate, al punto de ser rechazada por creyentes monoteístas y diferentes estudiosos, quienes recurren a otras hipótesis para explicar la formación del Pentateuco. Dentro del marco del judaísmo ortodoxo, la hipótesis documentaria es considerada errónea y herética.